# Quattrocento

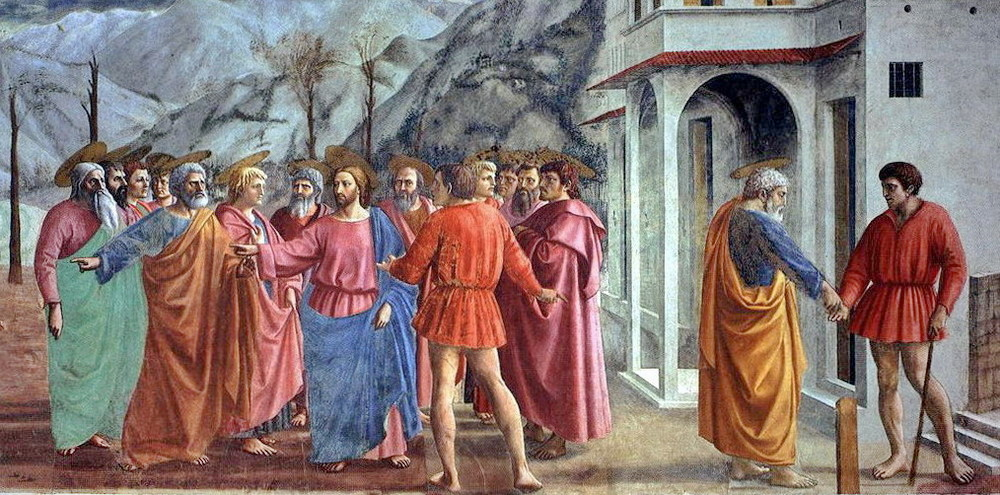
Masaccio, Grosz czynszowy (fragment), ok. 1426-27, kaplica Brancaccich

Quattrocento (wł. quattrocento ’czterysta’) – pojęcie odnoszące się do XV wieku we włoskiej kulturze. Na lata te przypadł początek renesansu we Włoszech.
Nazwa pochodzi od włoskiego słowa oznaczającego 400 i oznacza tutaj: lata [tysiąc] czterechsetne (1400-1499). Po raz pierwszy użył jej Giorgio Vasari – włoski historiograf, autor symbolicznego podziału dziejów sztuki włoskiej od Cimabuego do Michała Anioła na trzy okresy: trecento (dzieciństwo sztuki), quattrocento (młodość) oraz cinquecento (dojrzałość).
Quattrocento stanowiło wstęp do renesansu. Jest określane także mianem „wczesnego renesansu”, który to termin powstał w XX w. w kręgu badaczy angielskich i niemieckich. Za początek tej epoki uznaje się 1401 r., kiedy to odbył się konkurs na drugie drzwi do baptysterium we Florencji. Niektórzy historycy malarstwa uważają jednak, że jej prawdziwe rozpoczęcie nastąpiło w momencie pojawienia się twórczości Masaccia, czyli ok. 1420 r.

## Kontekst historyczny i kulturowy

### Humanizm

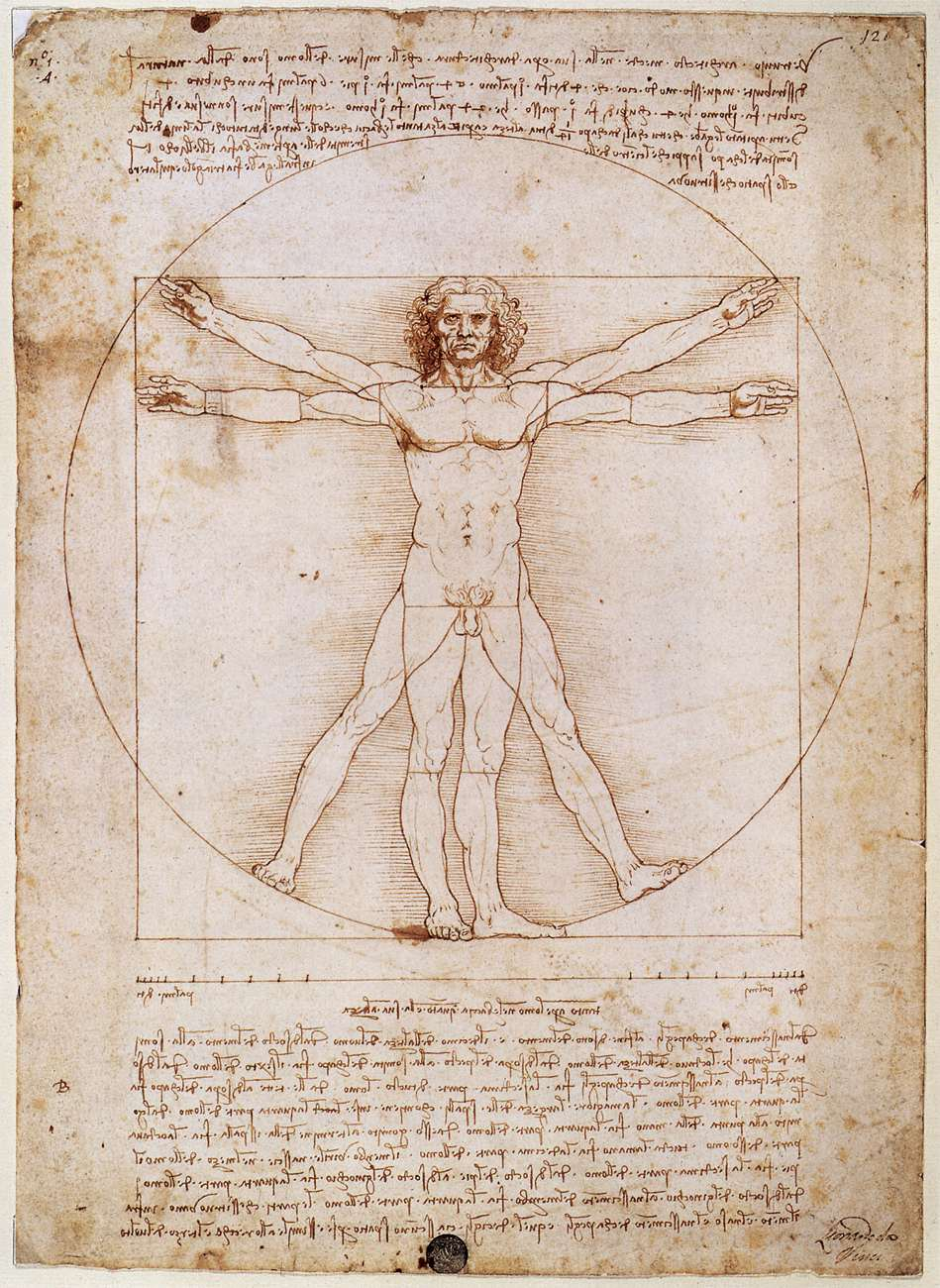
"Człowiek witruwiański" / "Proporcje ciała ludzkiego wg Witruwiusza" Leonarda da Vinci to niewielki rysunek, stanowiący ilustrację do fragmentu Księgi III traktatu O architekturze ksiąg dziesięć Witruwiusza, poświęconego proporcjom ludzkiego ciała.

Na początku XIV w. zaczęły uwidaczniać się na Półwyspie Apenińskim nowe tendencje w sztuce oraz filozofii; humaniści, pisarze i poeci - do których grona należeli m.in. Dante Alighieri, autor Boskiej komedii, Giovanni Boccaccio, Francesco Petrarca czy Coluccio Salutati, wiązani bezpośrednio ze zjawiskiem wczesnorenesansowego humanizmu - pierwszy raz od czasów antycznych zapoczątkowali zwrot ku wartościom antropocentrycznym, a nie wyłącznie sferom sakralnym (wokół których ukształtowała się europejska filozofia teocentryczna doby średniowiecza).
Wyklarowaniu się wczesnorenesansowej myśli humanistycznej znacznie sprzyjał rozwój nauki, techniki i żeglugi. Zwłaszcza odkrycia geograficzne zaczęły udowadniać, że wąski, znany dotychczas świat - wraz z całym jego dorobkiem cywilizacyjnym - stanowi zaledwie skromną cząstkę obszarów Ziemi, z których większość pozostaje jeszcze nieznana i niezbadana. 

Co istotne, postęp w wielu dziedzinach przyczynił się do gruntownych przemian socjalnych i obyczajowych - powolnego rozpadu feudalizmu, gwałtownego rozwoju handlu i ekonomii czy urbanizacji usamodzielniających się ośrodków miejskich (w przypadku Włoch: tzw. "miast-państw").

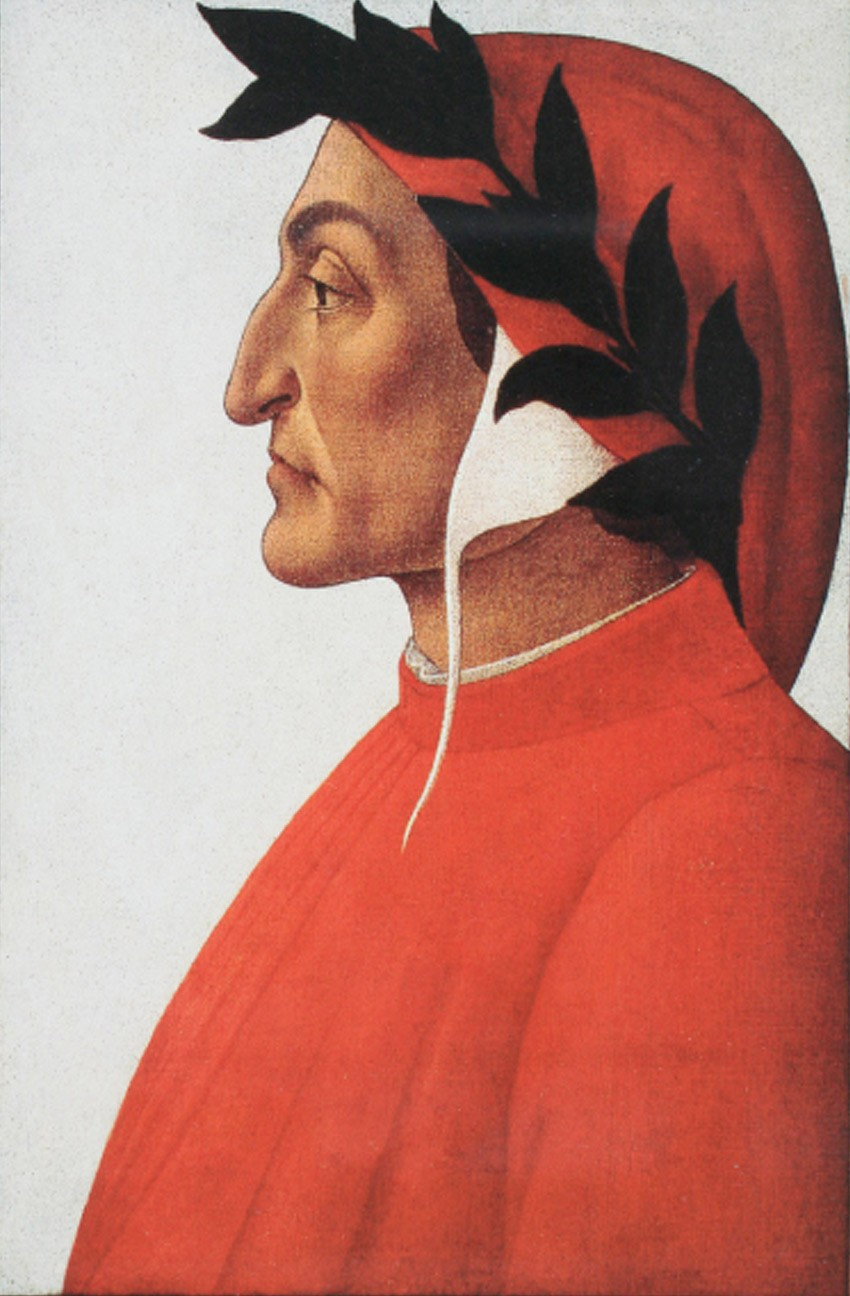
Dante Alighieri
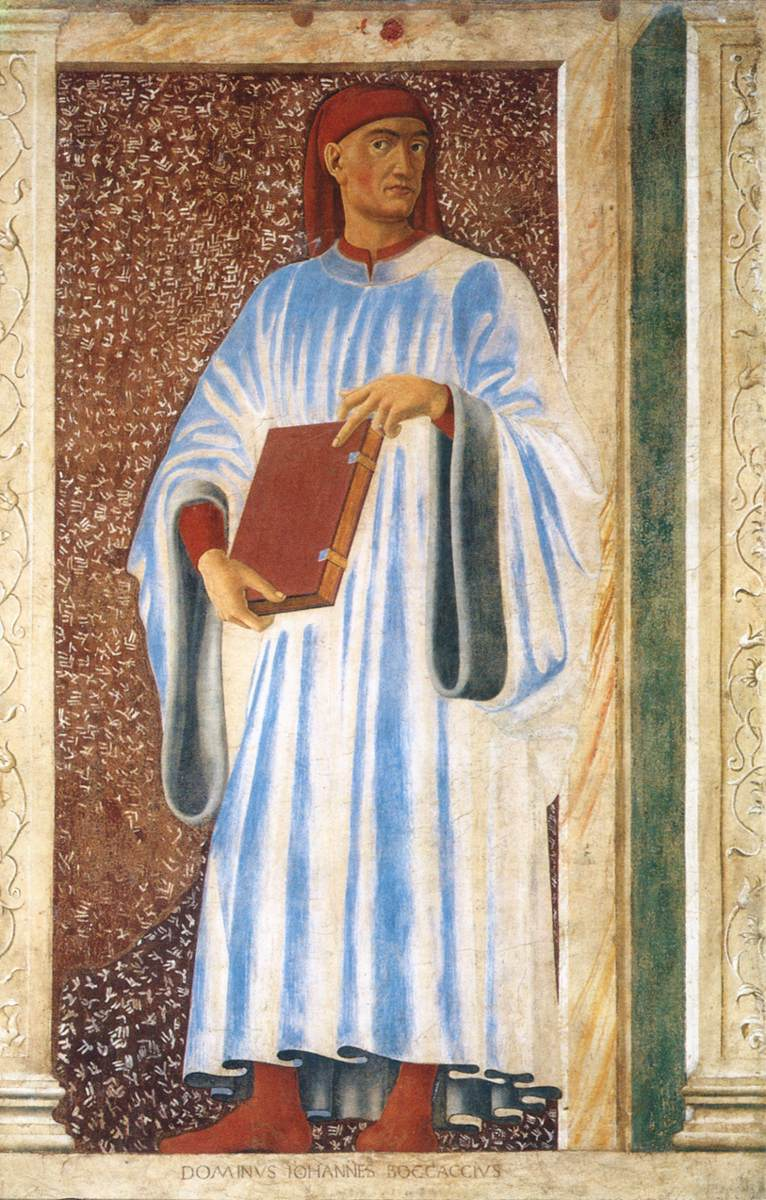
Giovanni Boccaccio
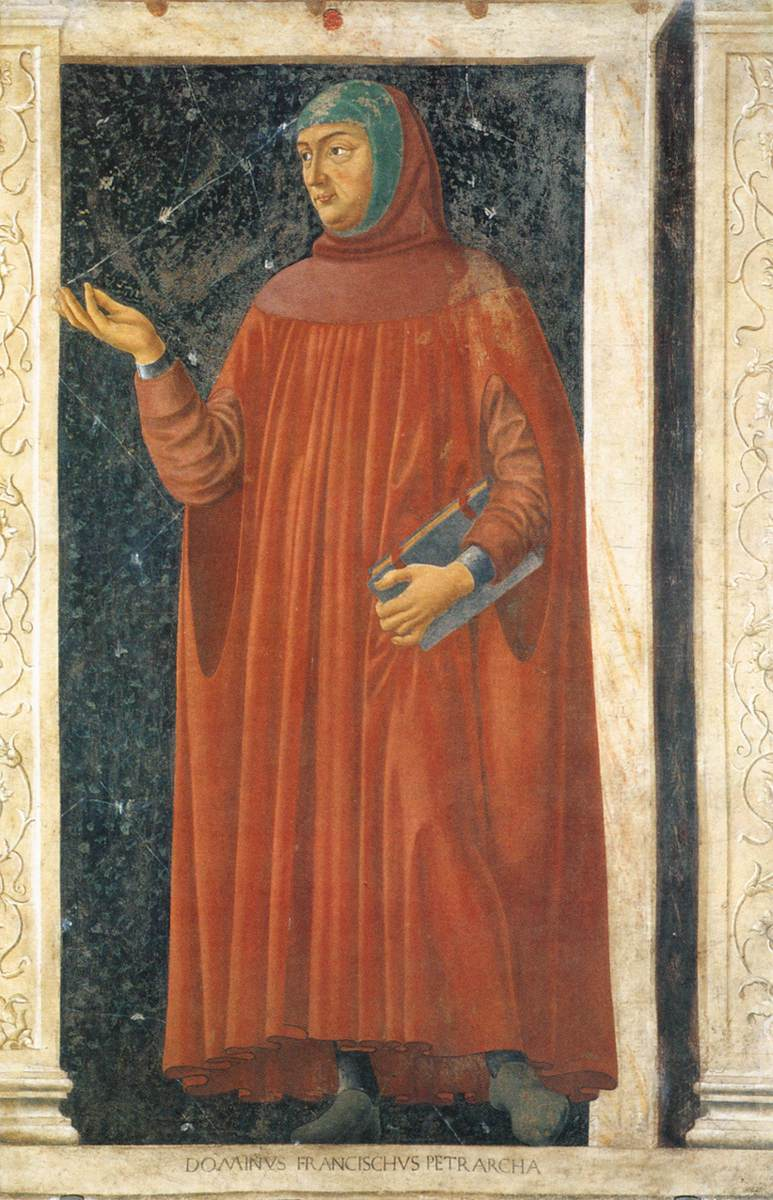
Francesco Petrarca
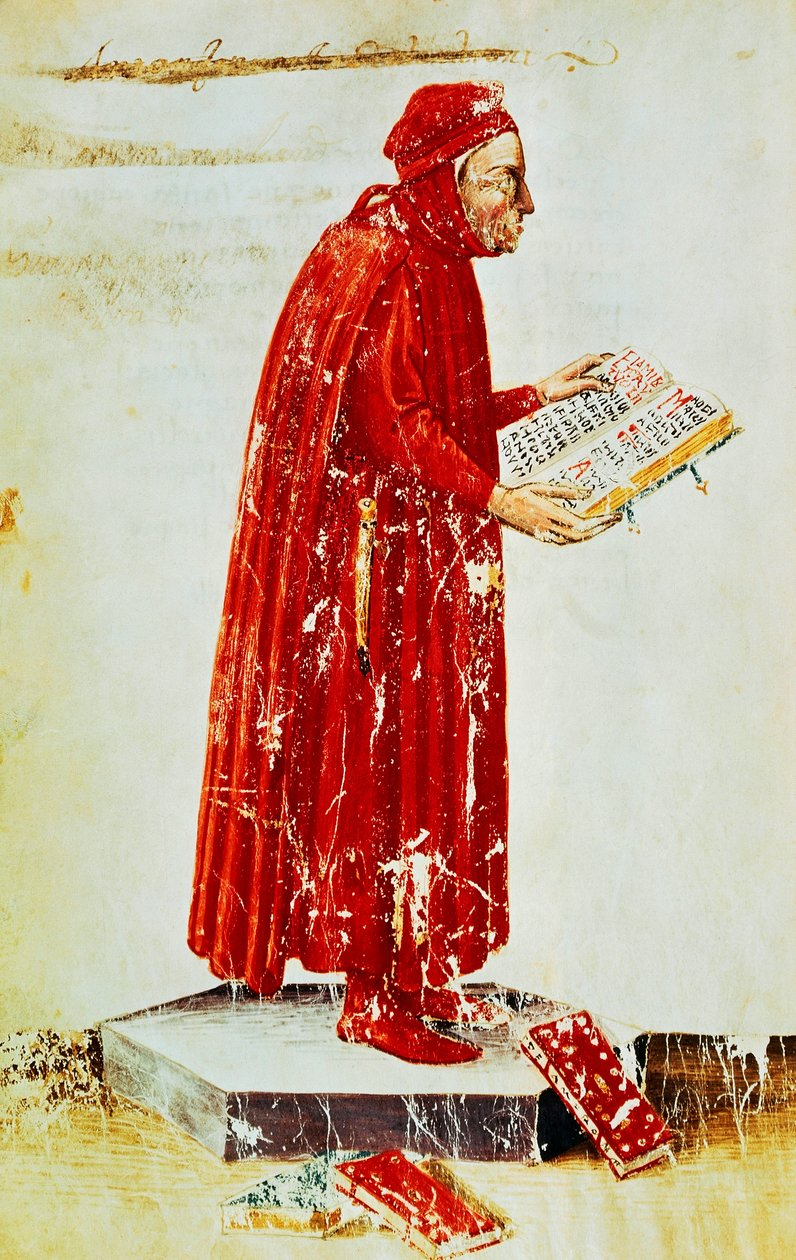
Coluccio Salutati

### Stosunek wobec antyku -renovatio antiquitatis
Jak pisał Leon Battista Alberti, jeden z najwybitniejszych i najwszechstronniejszych humanistów XV-wiecznych, w traktacie O malarstwie:
Dziwiłem się i zwykle ubolewałem zarazem, że tak liczne znakomite i boskie sztuki i nauki, spotykane często w dziełach i opowieściach owej wspaniałej starożytnej przeszłości, obecnie są zaniedbane i całkowicie niemal zaginione; malarze, rzeźbiarze, architekci, muzycy, geometrzy, mówcy, wieszczowie i tym podobne szlachetne i znakomite umysły dzisiaj bywają niezmiernie rzadkie i nazbyt godne pochwały. Mniemałem przeto, że - jak to często słyszałem od wielu - Natura, mistrzyni rzeczy, postarzała już i znużona, nie wytwarza już ani gigantów, ani też talentów, jakie w swych młodzieńczych, a bardziej chwalebnych czasach stwarzała wielkie i cudowne.

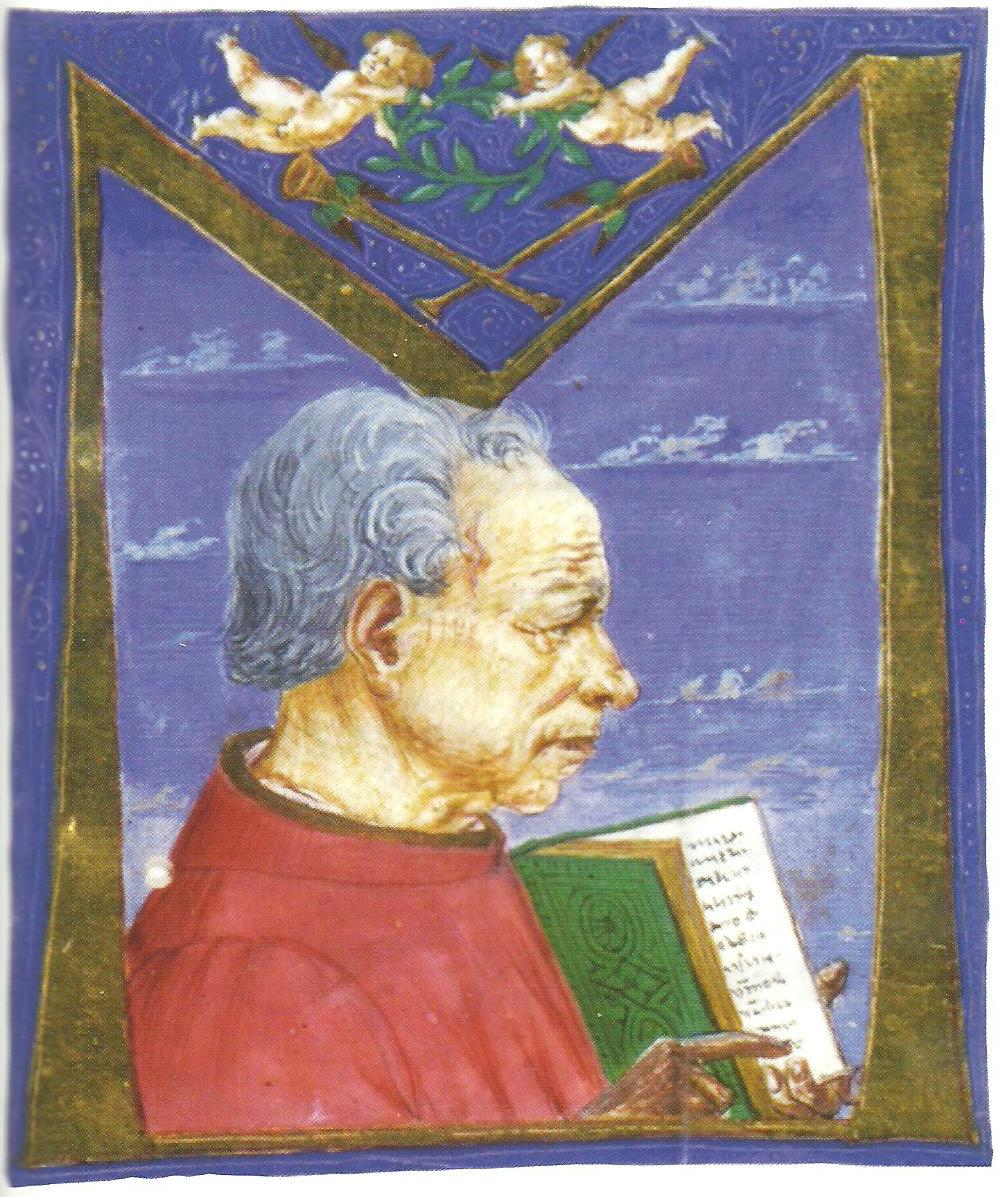
Poggio Bracciolini (1380-1459) to postać niezwykle zasłużona dla rozwoju renesansowego humanizmu. Zawdzięcza mu się odnalezienie m.in. poematu filozoficznego De rerum natura Lukrecjusza czy traktatu De architectura autorstwa Witruwiusza.

Słowa Albertiego w pełni oddają stosunek włoskich artystów quattrocenta wobec tradycji antycznej - nie tyle zapomnianej, co skutecznie zdeprecjonowanej przez średniowiecznych chrześcijańskich uczonych. Był to jeden z zasadniczych powodów, dla których Petrarca - przyjmując za czasy starożytne okres od początku cywilizacji antycznej do nawrócenia się cesarza Konstantyna w IV w. - określił epokę poprzedzającą renesans "wiekami ciemnymi", cechującymi się "barbarią" i "mrokami". 
Sytuacja ze średniowiecznym stanem wiedzy odnośnie kultury antycznej jest jednak bardziej skomplikowana, niż przedstawiali ją florenccy humaniści. Z jednej strony duchowni zdecydowanie negowali bowiem "pogański", epikurejski styl życia starożytnych Rzymian, z drugiej zaś - przechowywali w klasztorach, czytali i przepisywali pisma Owidiusza, Tacyta, Cycerona, Kwintyliana czy Plauta. To właściwie dzięki zaangażowaniu mnichów i pracy skryptoriów, do dzisiejszych czasów przetrwały kopie najwspanialszych dzieł literatury i filozofii antycznej. Ich skrupulatnym odnajdywaniem i studiowaniem zajmowali się w renesansie tzw. "łowcy ksiąg" - humaniści wyjeżdżający w różne rejony Europy, w celu przywożenia z nich jak największej liczby zachowanych kopii prac starożytnych mistrzów. Najsłynniejszym poszukiwaczem manuskryptów był Poggio Bracciolini. 
Również w dziedzinie filozofii, bardzo wiele koncepcji narodzonych w starożytnej Grecji i Rzymie zostało przyjętych i zmodyfikowanych przez teologów i scholastyków chrześcijańskich. Jak zauważa S. Greenblatt, w filozofii średniowiecznej znaleźć można np. echa platońskiej koncepcji duszy, stoickiej koncepcji opatrzności czy opracowanej przez Arystotelesa teorii pierwszej przyczyny sprawczej.

#### Zjawisko protorenesansu i twórczość braci Pisanich
W sztuce włoskiej pierwsze wyraźne znaki inspiracji antykiem znaleźć można już w XIII w. - w okresie zwanym przez część historyków sztuki protorenesansem. Doskonałym przykładem jest tu twórczość braci Pisanich, a w szczególności: kazalnica z baptysterium w Pizie, wykonana w 1260 r. przez Nicolę Pisana. Umieszczona pośród jej reliefów postać personifikacji Męstwa - Fortitudo - to w istocie nagi, muskularny młodzieniec, wzorowany na antycznych posągach Herkulesa. Jak podkreślają autorzy pracy Nicola Pisano and the Revival of Sculpture in Italy (G.H. & E.R. Crichton): "ambona z pizańskiego baptysterium wyznaczyła punkt zwrotny w dziejach włoskiej rzeźby". O znaczeniu twórczości zarówno Nicoli Pisana, jak i jego syna Giovanniego, pisał m.in. Giorgio Vasari w swych Żywotach najsławniejszych malarzy, rzeźbiarzy i architektów:
Ich wybitna działalność na polu architektury i rzeźby zasługuje na uczczenie dzięki świetnym i niezwykłym dziełom i dzięki przetarciu rzeźbie w marmurze dróg, tj. przełamaniu ciężkiej i nieproporcjonalnej maniery bizantyńskiej. Obaj Pisanowie dali figurom lepszy kształt i lepsze pomysły w tematach.

### Natura a sztuka - koncepcje XV-wieczne
Jak zauważa Alfred Ligocki: 

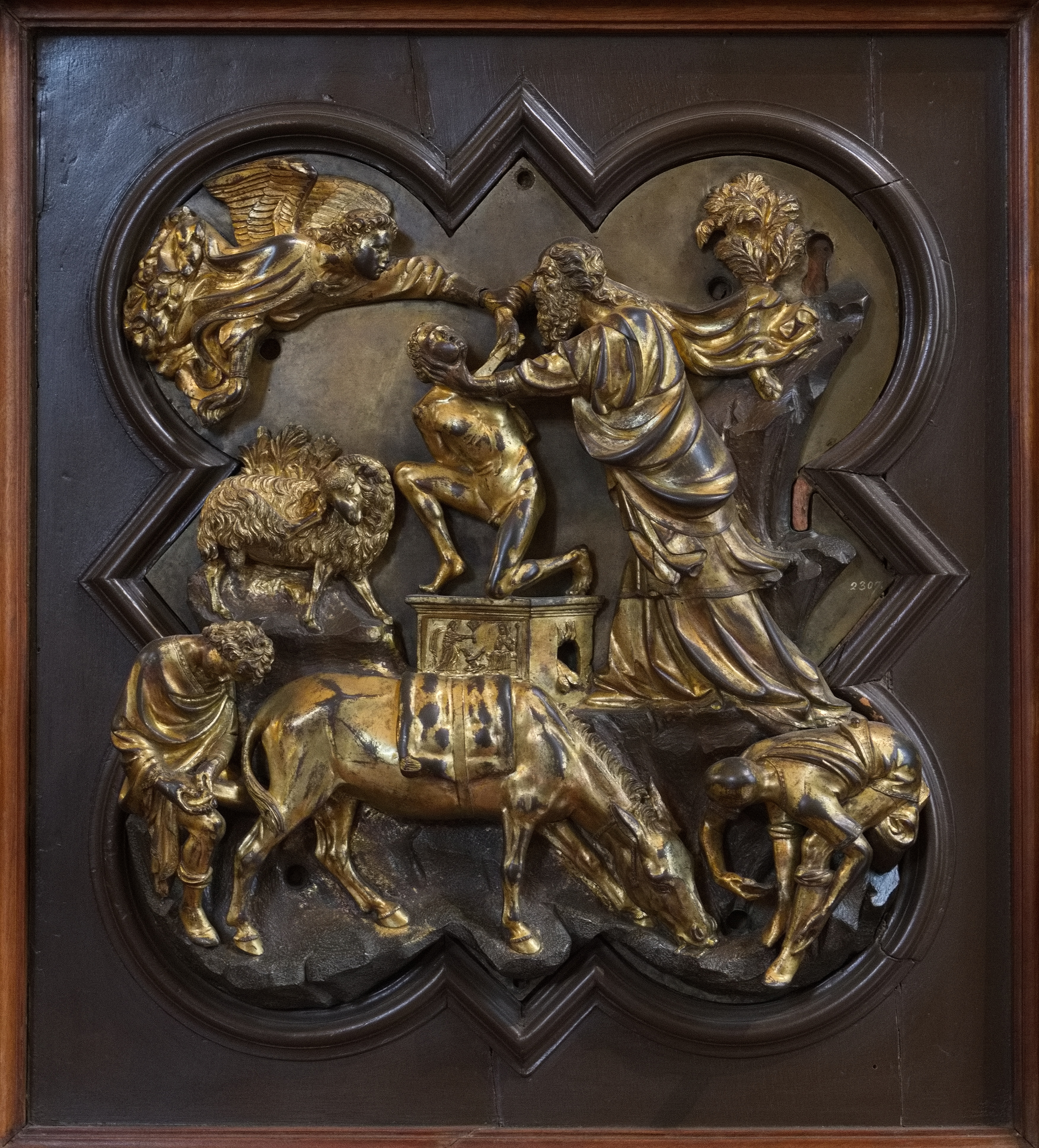
W płaskorzeźbie Filippa Brunelleschiego - "Poświęcenie Izaaka" - z początku XV w., postać oślarza (w lewym dolnym rogu) wzorowana jest prawdopodobnie na hellenistycznej rzeźbie "Chłopiec wyjmujący cierń" (Spinario) z I w. p.n.e.

Byłoby (...) błędem przypuszczać, że pod pojęciem natury artyści renesansowi rozumieli tylko otaczającą człowieka i doznawaną zmysłami rzeczywistość. Obok tego rozumienia natury, które można by określić jako bierne, istniało też czynne, pojmujące naturę jako żywą siłę kreującą i rządzącą życiem ludzi, zwierząt i roślin, podobnie jak powstawaniem dzieł sztuki. Rozróżnienie to sięga filozofii greckiej, w której np. Anaksagoras, Demokryt i Arystoteles pojmowali naturę w sensie biernym, a Anaksymander w sensie czynnym. W średniowieczu to pierwsze pojęcie natury otrzymało nazwę natura naturata (natura stworzona), a to drugie - natura naturans (natura tworząca).
W początkowej fazie quattrocenta znaleźć można obie te koncepcje; postawę artysty wobec pojęć natury Alberti określił jako naśladowanie. W tegoż Ksiąg dziesięć o sztuce budowania (1447-57) humanista odniósł kwestię wczesnorenesansowej imitacji natury do przestrzeni sztuki antycznej: 
Starożytni (...) głównie stawiali sobie za cel w swych działaniach naśladowanie natury, jako największego artysty we wszystkich rodzajach kompozycji; i w tym celu pracowali oni - o tyle, o ile sięgnąć może ludzka umiejętność  nad odkryciem praw, których natura sama przestrzega tworząc swoje dzieła.
Rozwój myśli o koncepcjach natury, jej ewentualnym naśladownictwie w sztukach plastycznych, a także pojęciach realizmu i idealizmu, nastąpił w wieku XVI; por.: traktat Lodovica Dolce Dialogo della pittura (wyd. 1557 r.; "antyk jest już właśnie tą idealną naturą, do której malarz dąży, a starożytne posągi zawierają w sobie całą doskonałość sztuki") i niektóre pisma Leonarda da Vinci (m.in. fragm.: "poznanie natury oparte jest nie tylko na bezpośrednim poczuciu życia, lecz na zasadach matematycznych").

## Ośrodki
| ośrodek   | mecenat    |
| --------- | ---------- |
| Florencja | Medyceusze |
| Wenecja   | dożowie    |
| Ferrara   | d’Este     |
| Mantua    | Gonzagowie |
| Mediolan  | Sforza     |

Głównym ośrodkiem sztuki była Florencja, gdzie tworzył m.in. Masaccio. Rozkwit szkoły florenckiej przypadał na okres świetności rodu Medyceuszów, którzy zasłynęli jako wybitni politycy, dowódcy i mecenasi sztuki. Innymi fundatorami dzieł sztuki były rodziny Brancaccich, dla których pracowali Masaccio i Masolino, oraz Carduccich, dla których Andrea del Castagno stworzył cykl fresków. Na polu sztuki aktywne były również rodziny: Baccich, Lanfredinich, Tornabuonich, Sassettich, Strozzich.
Sztuka florencka zainspirowała artystów z innych ośrodków, których rozkwit nastąpił w drugiej połowie XV w. W Wenecji tworzyli Carlo Crivelli i Vittore Carpaccio. Pracowały tam także dwie wielkie rodziny malarskie – Bellinich, reprezentująca monumentalny styl, oraz Vivarinich wierna stylowi ozdobnemu. Dzięki mecenatowi dworskiemu rozwijały się też inne szkoły, np. w Ferrarze pod rządami rodziny d’Este. W Mantui, która nie wytworzyła własnej szkoły malarskiej, ożywienie nastąpiło wraz ze sprowadzeniem Mantegni z Padwy, które dokonało się dzięki staraniom Gonzagów. Mediolan po objęciu władzy przez Francesca Sforzę (1450) na polu artystycznym zaczął rywalizować z Florencją. W Rzymie nie powstała w tym czasie rodzima szkoła, ale dzięki mecenatowi papieskiemu do miasta przybywali artyści z różnych ośrodków, zwłaszcza Umbrii i Toskanii.

## Malarstwo

### Cechy ogólne
W XV w. rozwinęło się malarstwo ścienne (fresk), a także malarstwo tablicowe i sztalugowe. Dzieła przedstawiały w większości tematy religijne, jednak od połowy wieku coraz częściej poruszana była tematyka świecka – portrety, alegorie, personifikacje oraz cassone – malowidła na skrzyniach i meblach. Rozwój sztuki świeckiej związany był z upowszechnieniem humanizmu. Już w piętnastym wieku dokonano rozróżnienia tendencji stylistycznych w malarstwie na styl „ozdobny” i „prosty”. Pierwszy wywodził się z tradycji trecenta i cechowały go dekoracyjność linii, płytka przestrzeń, czyste barwy i malowniczość. Styl „prosty” natomiast, zapoczątkowany przez Masaccia, koncentrował się na prawach geometrii i poszukiwaniu prawidłowej perspektywy.
Ważniejsi przedstawiciele:
- Masaccio
- Sandro Botticelli
- Perugino
- Andrea del Verrocchio
- Paolo Uccello
- Fra Angelico
- Fra Filippo Lippi
- Piero della Francesca
- Antonello da Messina
- Andrea Mantegna
- Domenico Ghirlandaio

<big>Twórczość Masaccia</big>
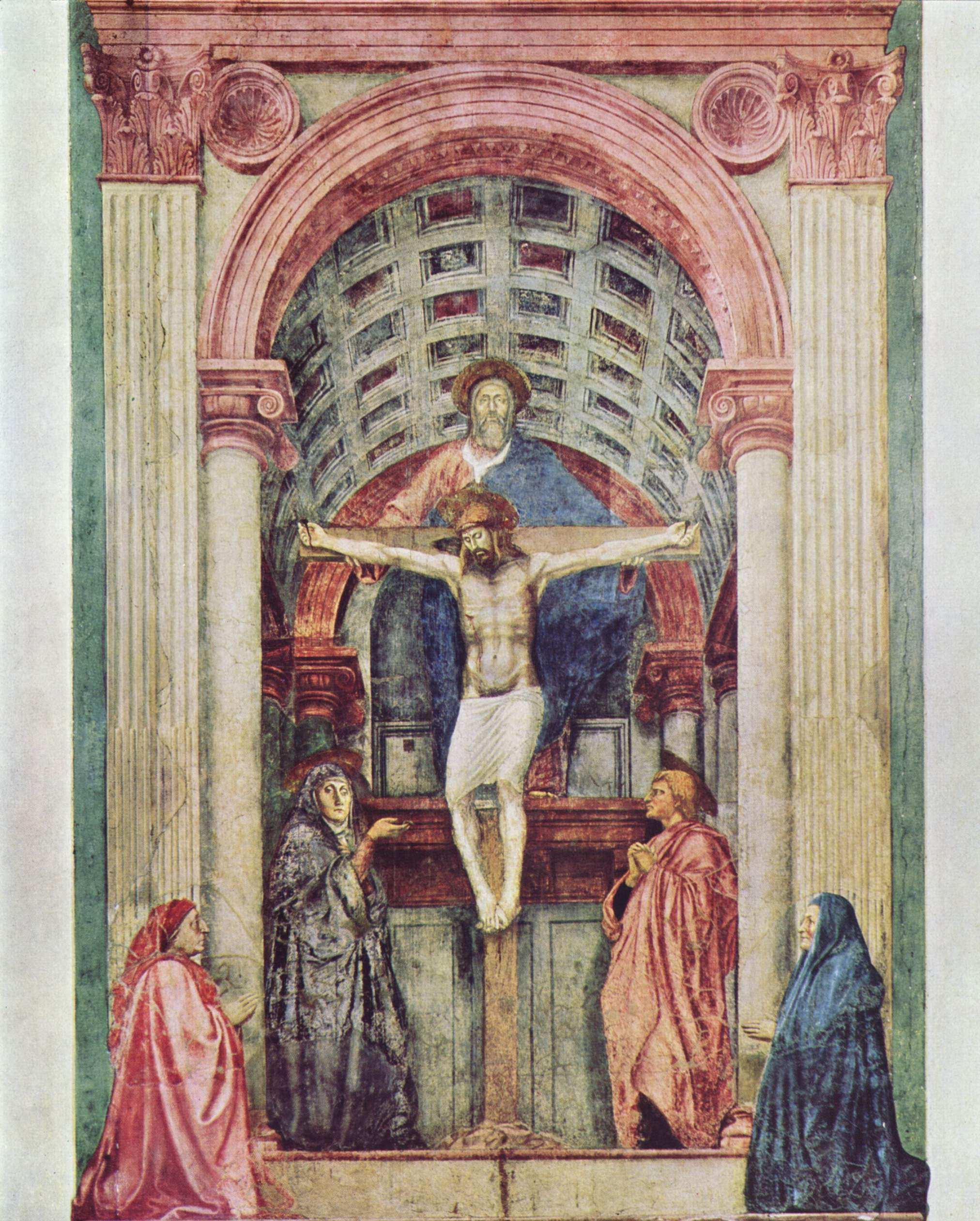
"Trójca Święta", ok. 1425, Santa Maria Novella we Florencji
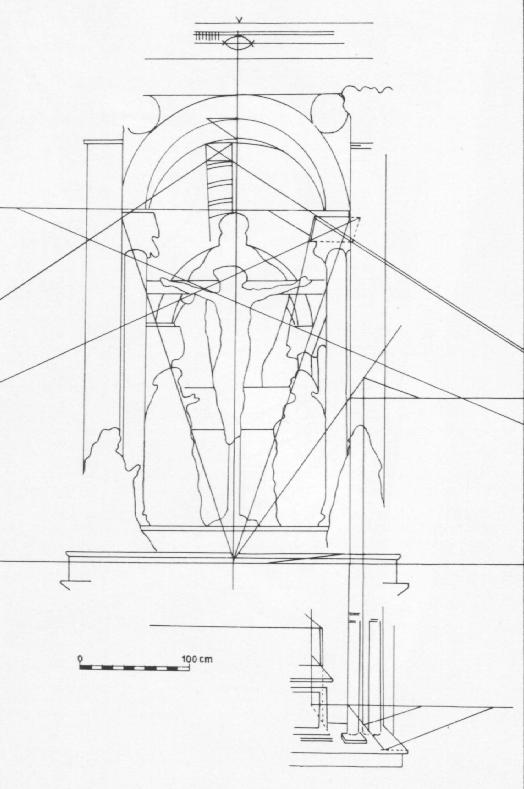
Schemat perspektywiczny "Trójcy Świętej"
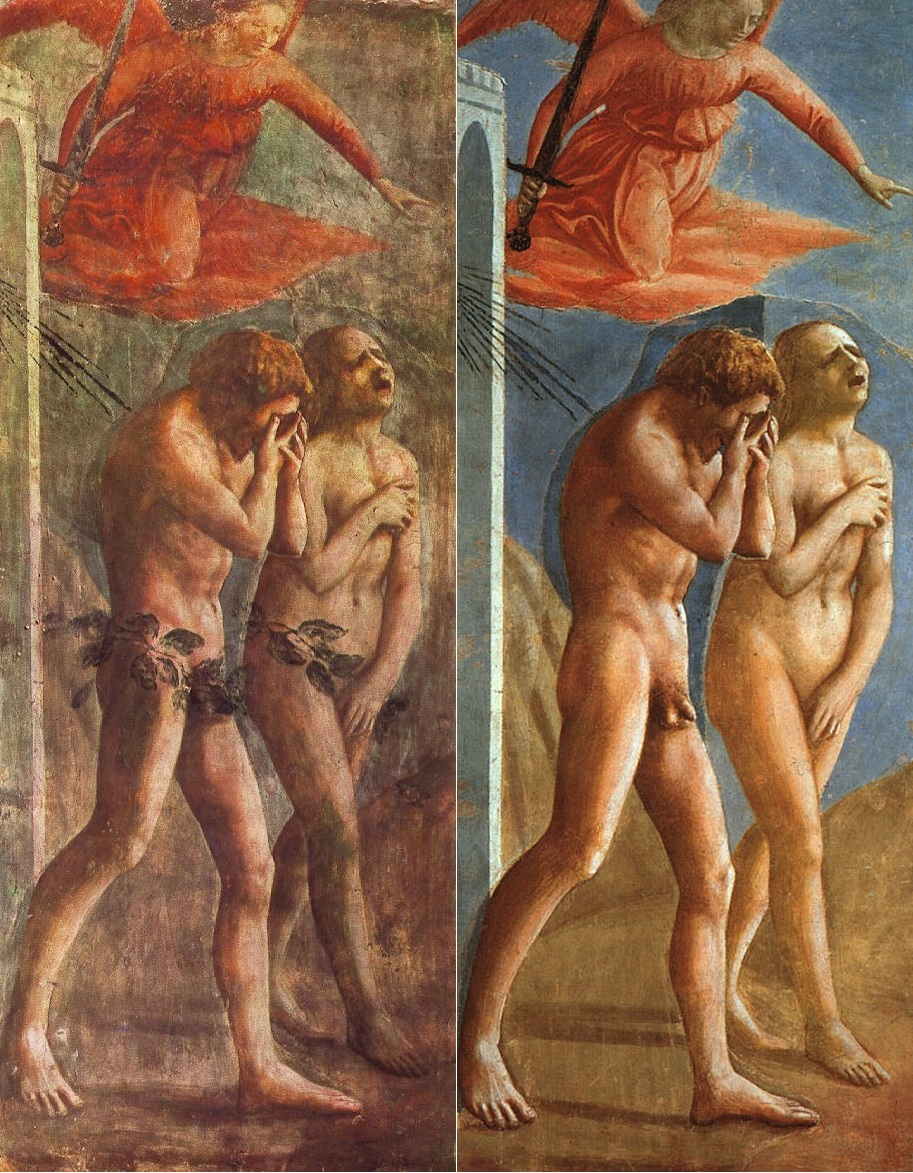
"Wygnanie z Raju" (przed i po renowacji), 1425–1427, Kaplica Brancaccich, Santa Maria del Carmine we Florencji
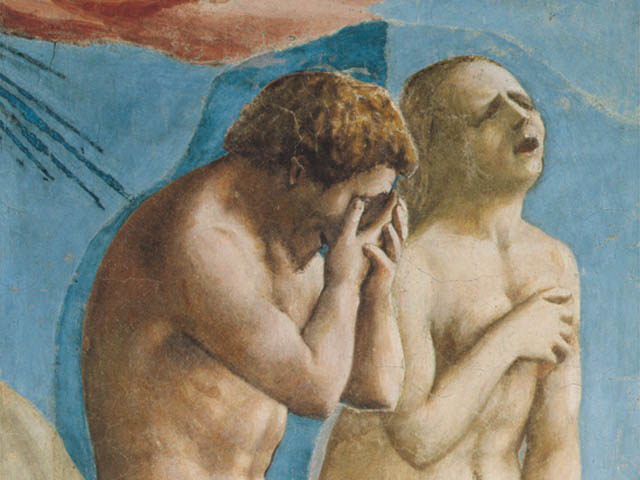
detal "Wygnania z Raju"
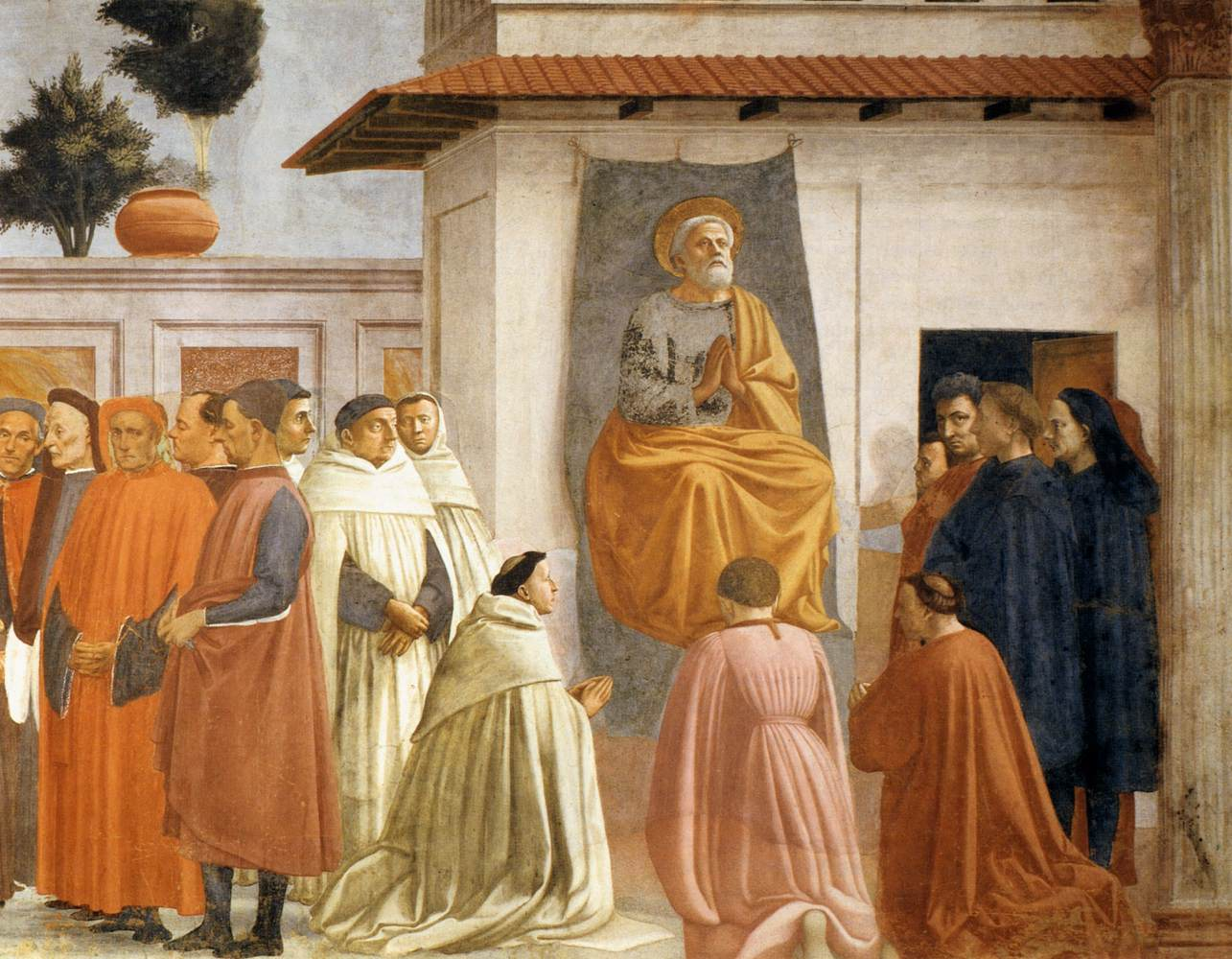
fragm. "Przywrócenia do życia zmarłego syna gubernatora Antiochii" z kaplicy Brancaccich
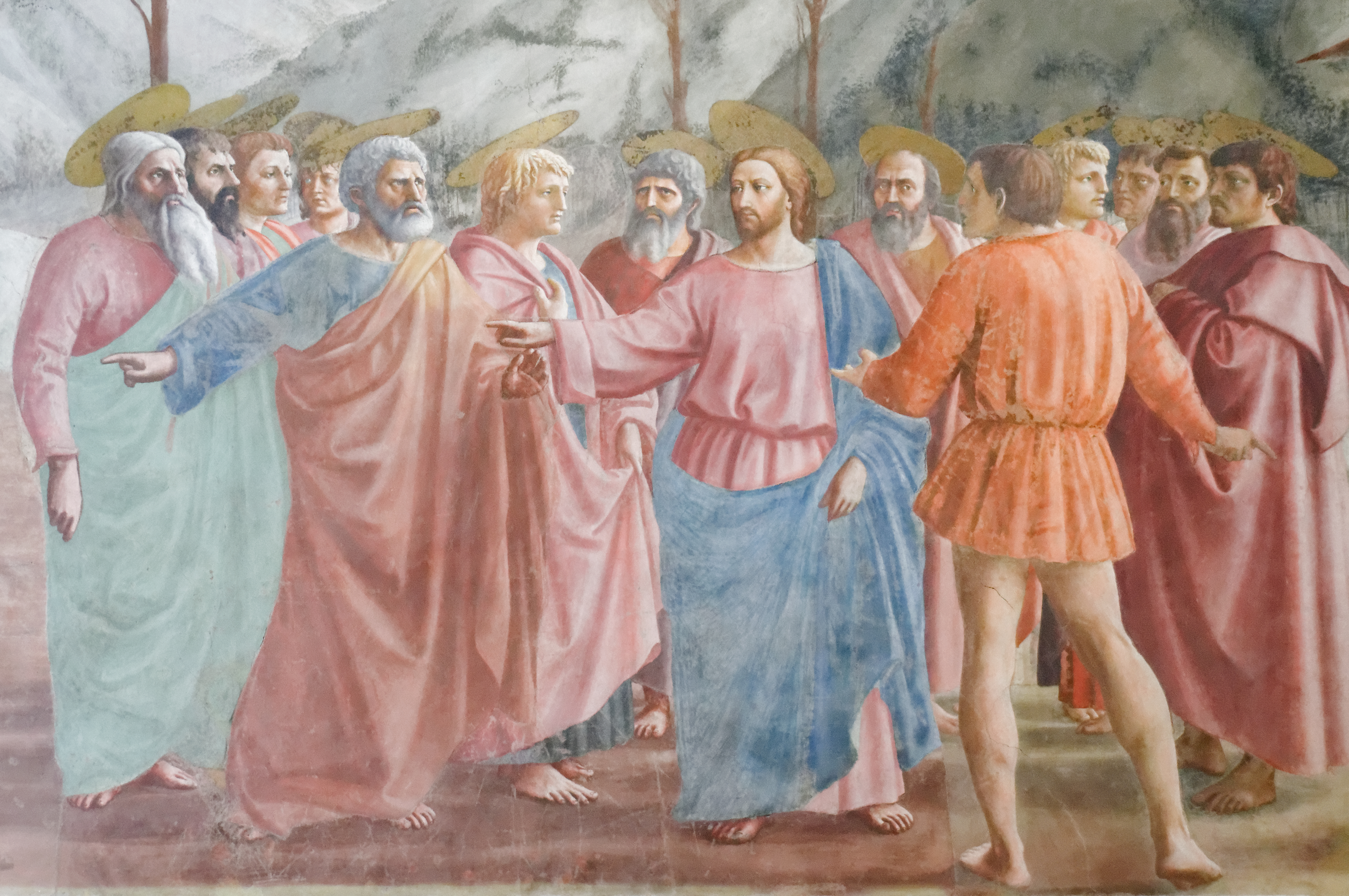
"Grosz czynszowy", 1425–1427, kaplica Brancaccich, Santa Maria del Carmine we Florencji

<big>Twórczość Sandra Botticellego</big>
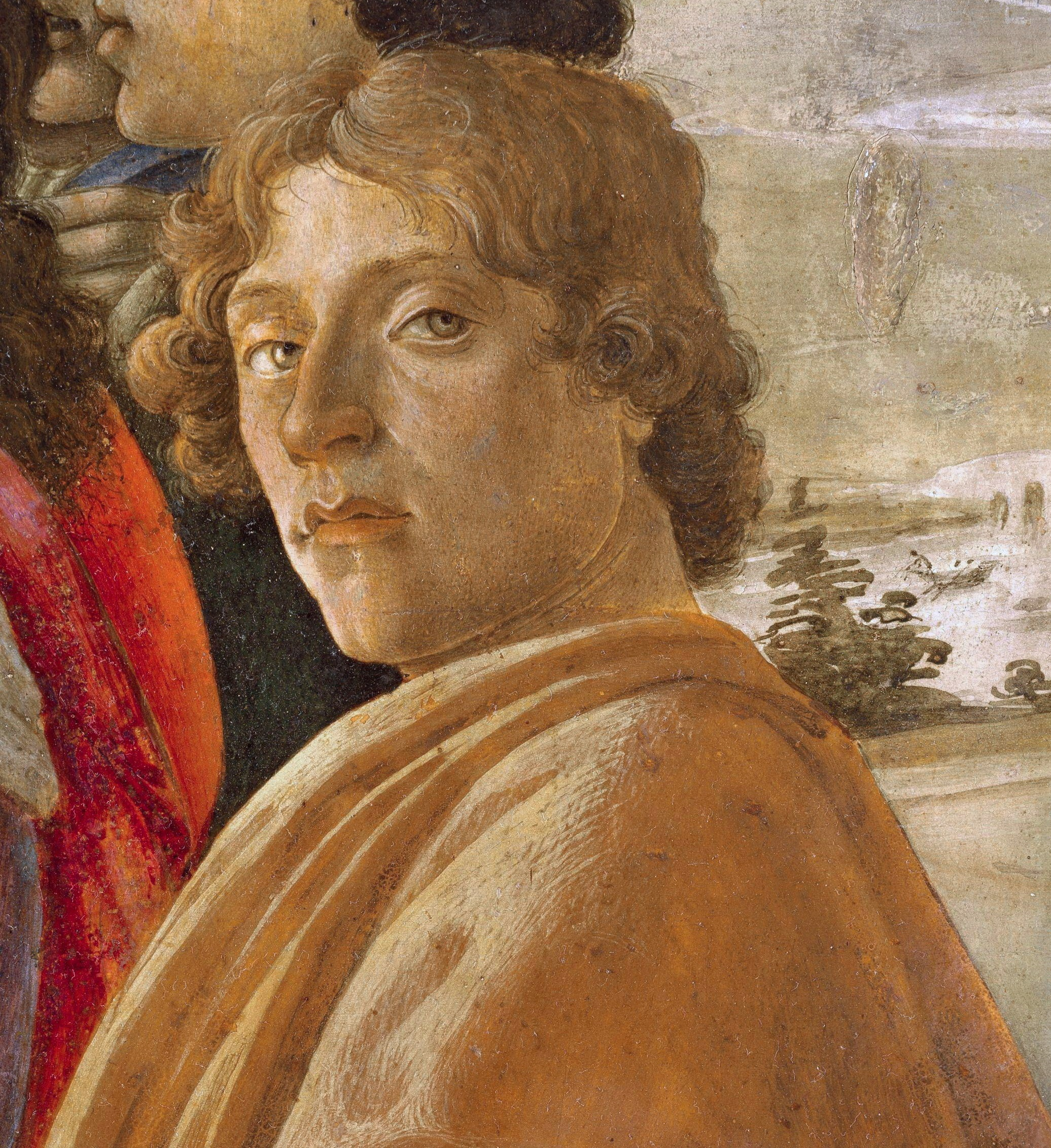
domniemany autoportret Botticellego na "Pokłonie Trzech Króli" (ok. 1475)
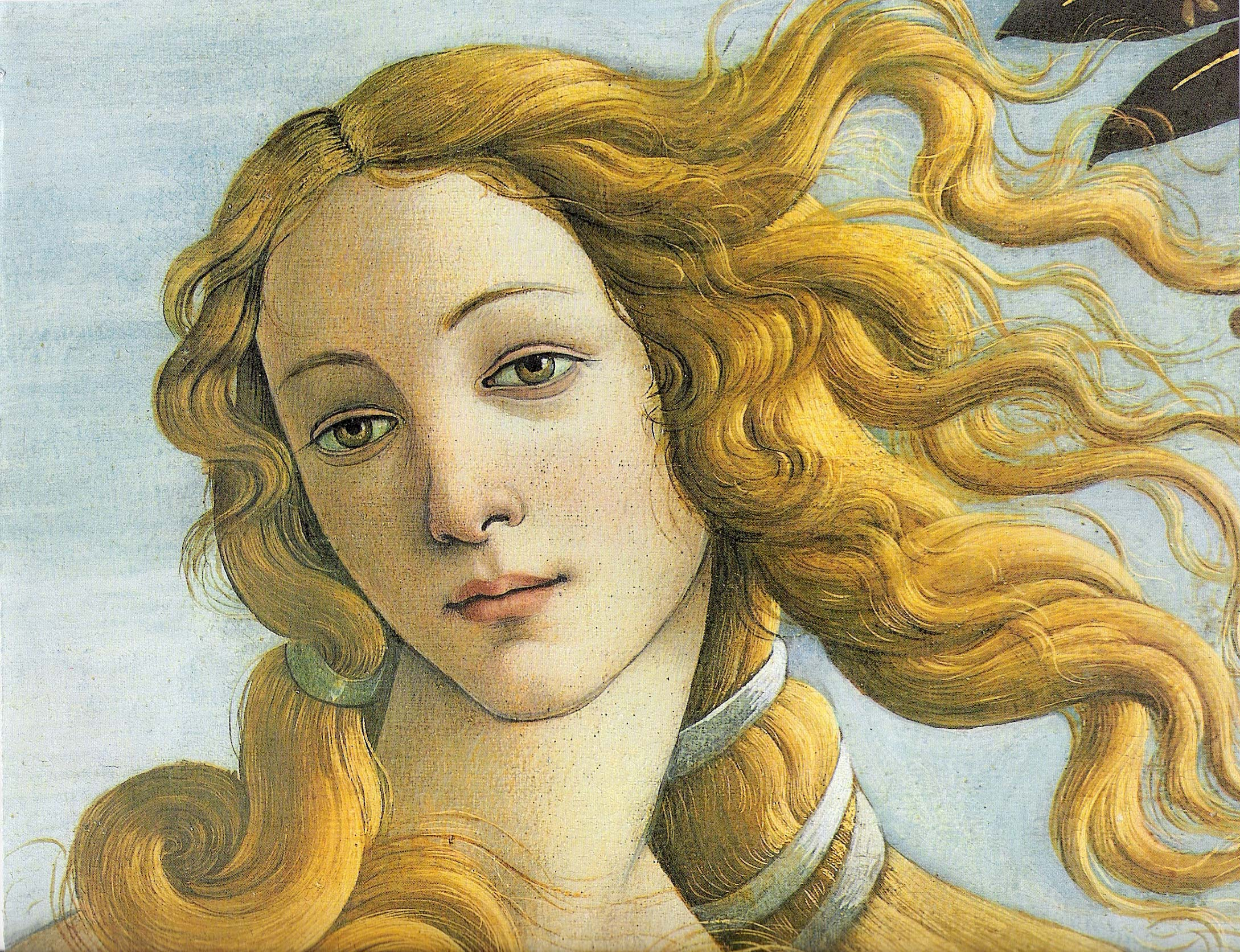
detal "Narodzin Wenus", ok. 1485
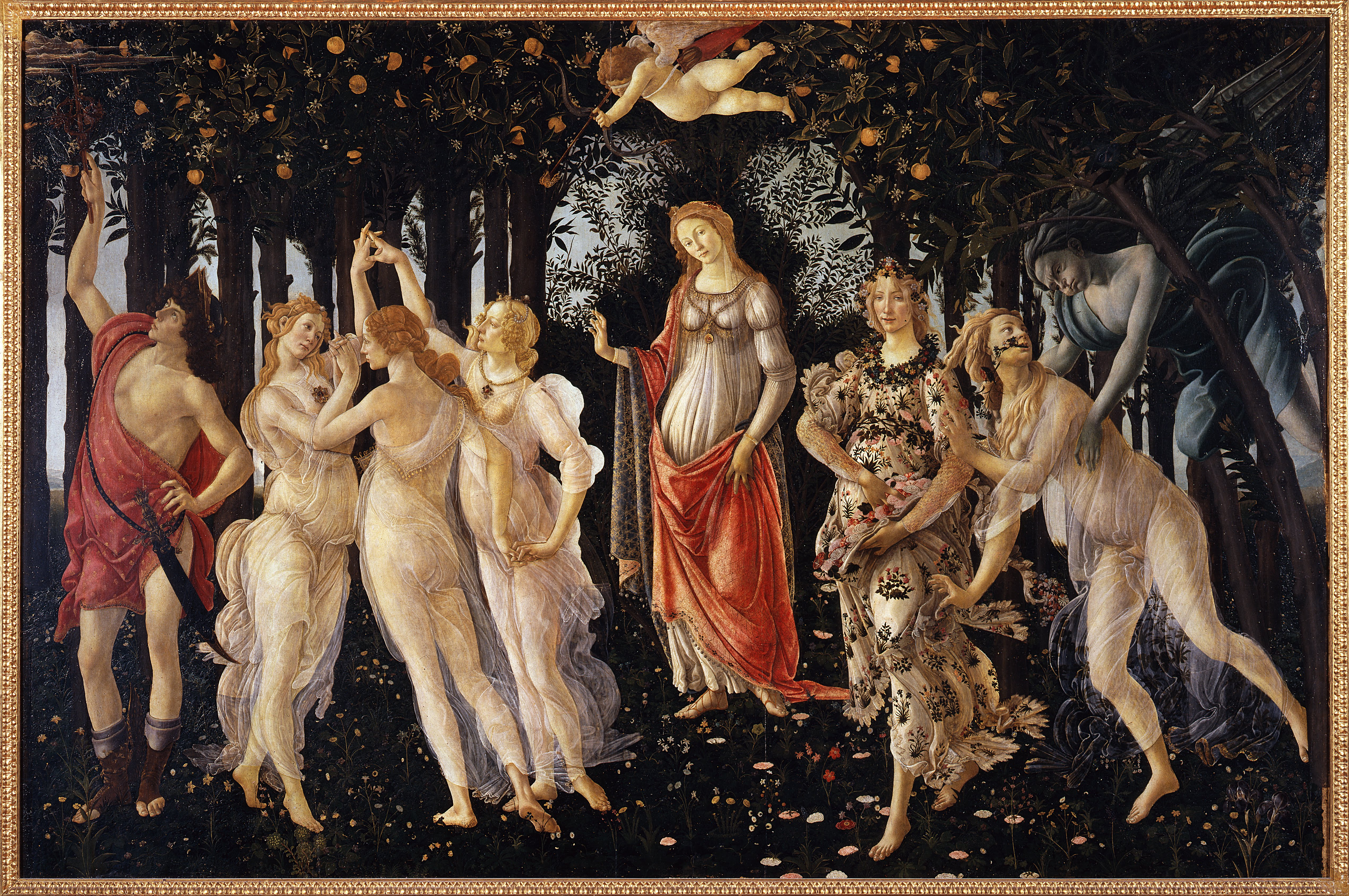
"La Primavera" ("Wiosna"), ok. 1477
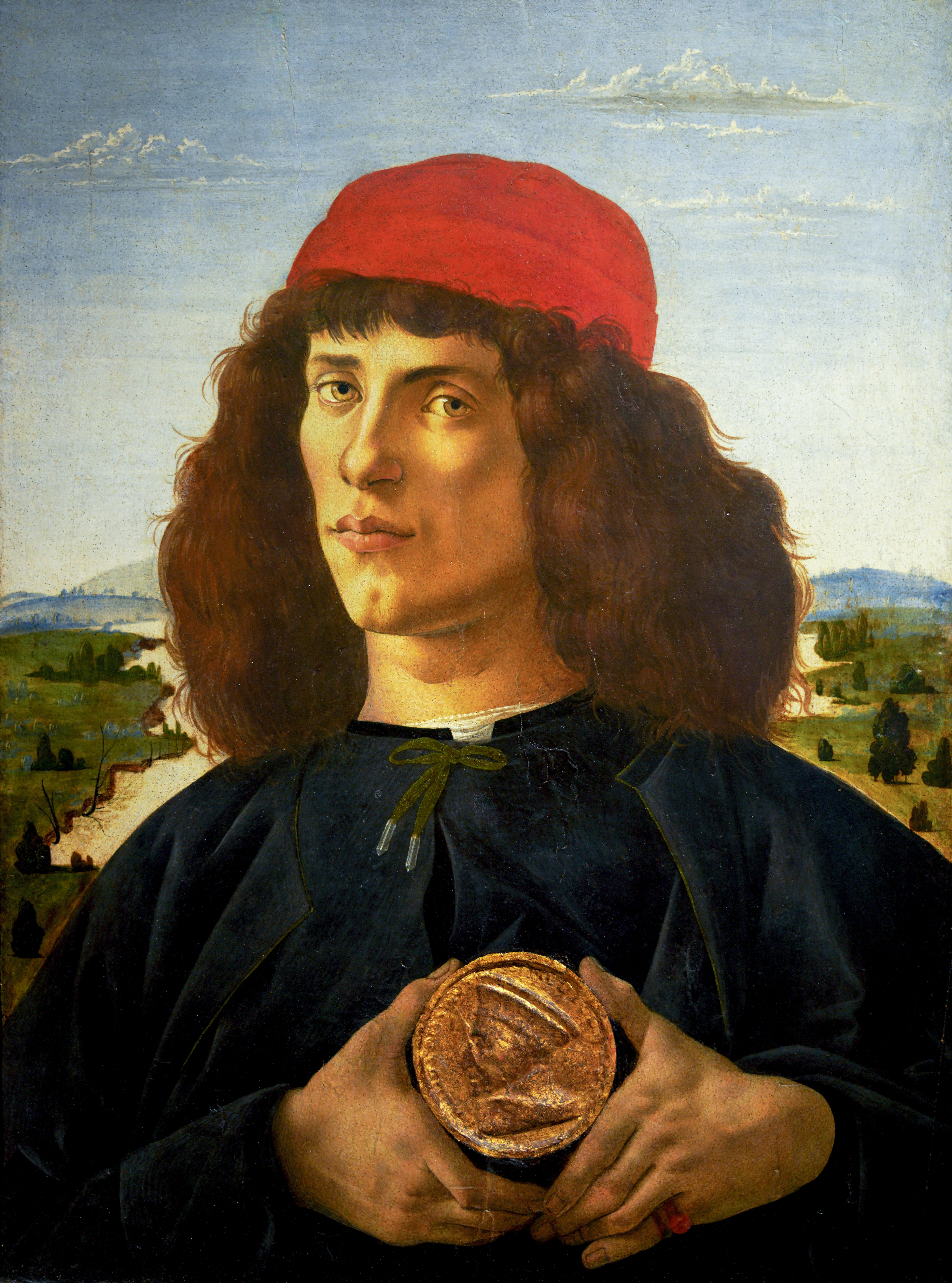
"Portret mężczyzny z medalem", 1474/75
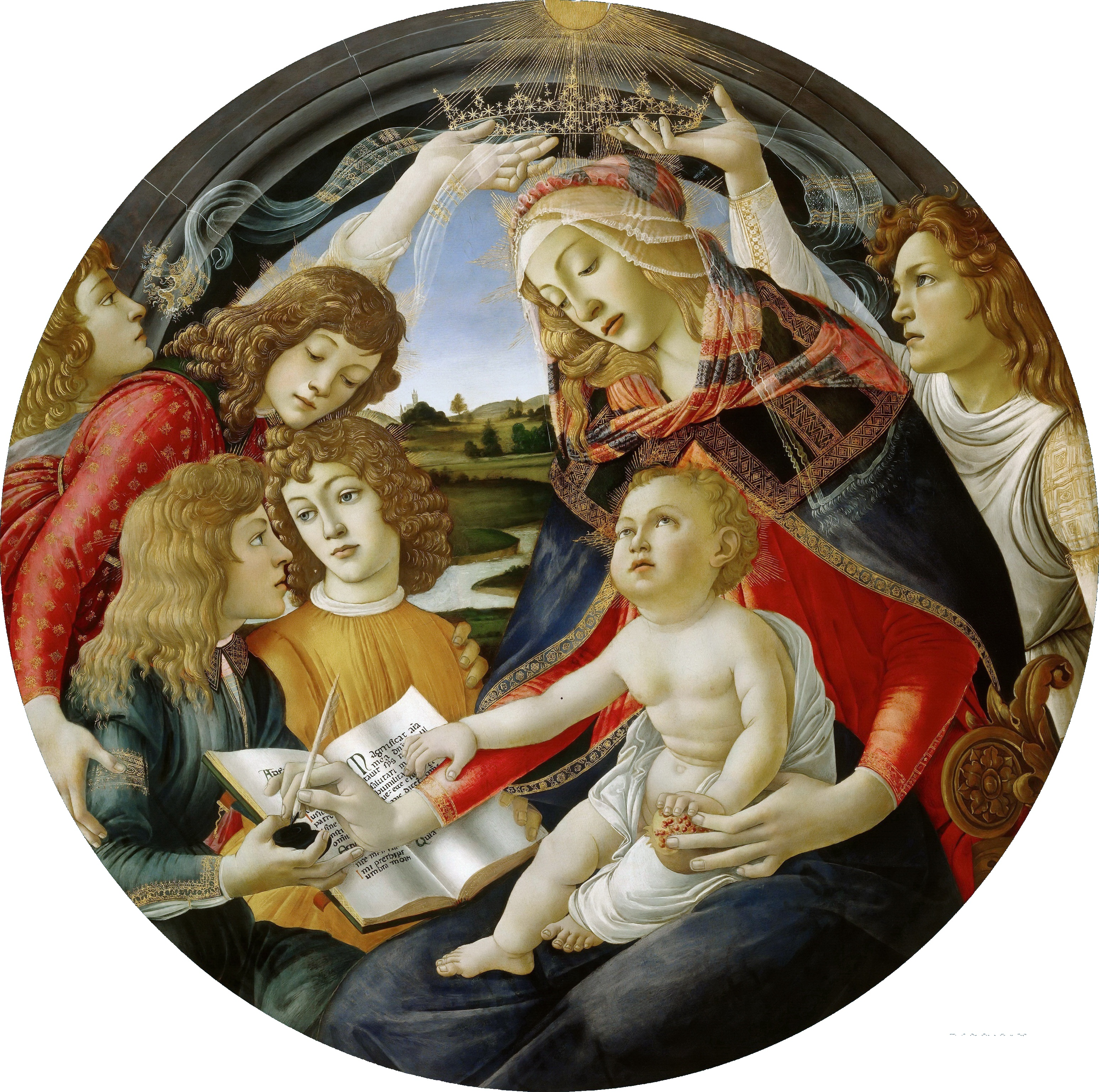
tondo "Madonna del Magnificat", 1481/1485

<big>Twórczość Piera della Franceski</big>
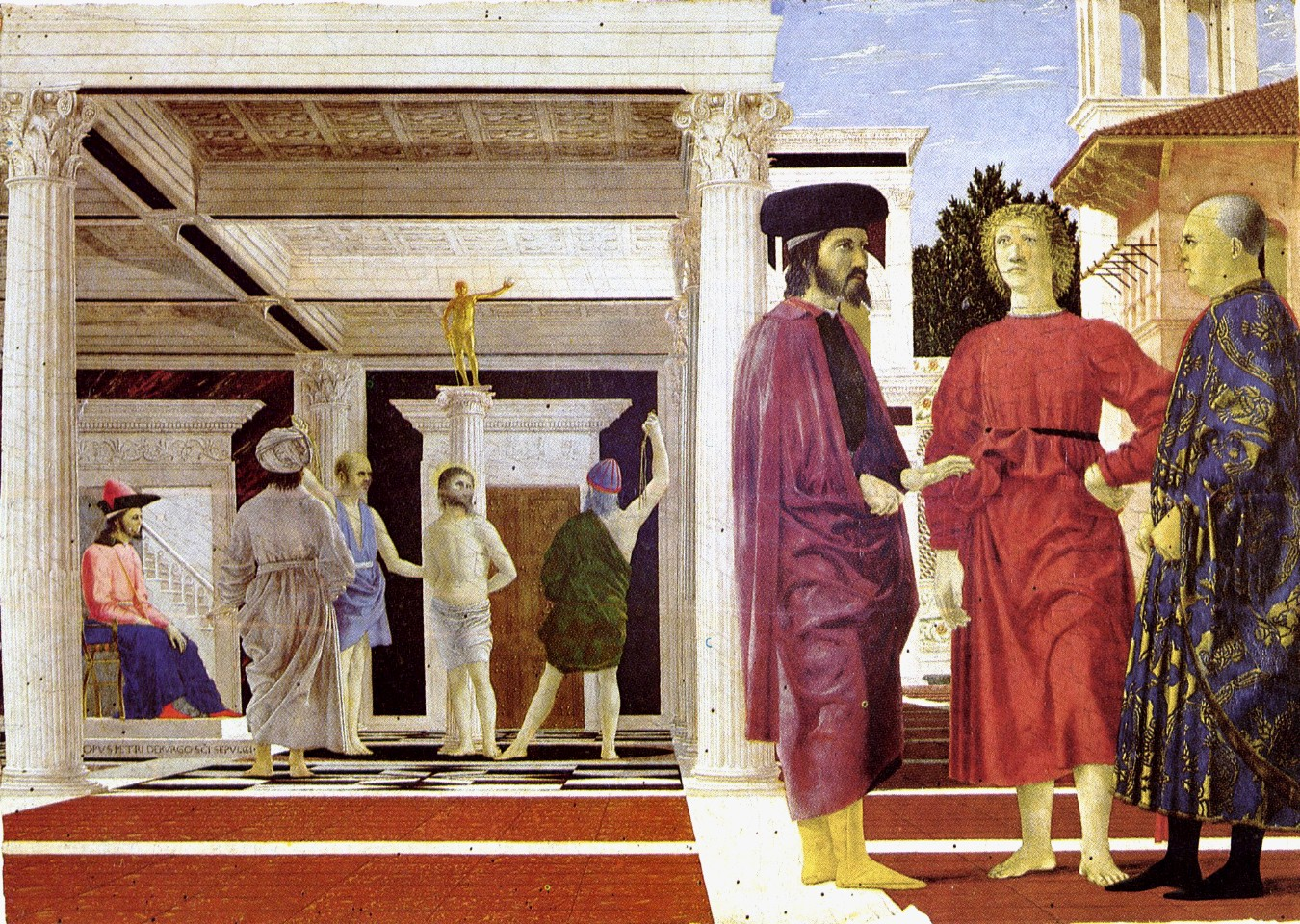
"Biczowanie Chrystusa" ("Sen św. Hieronima"), lata 60. XV w.
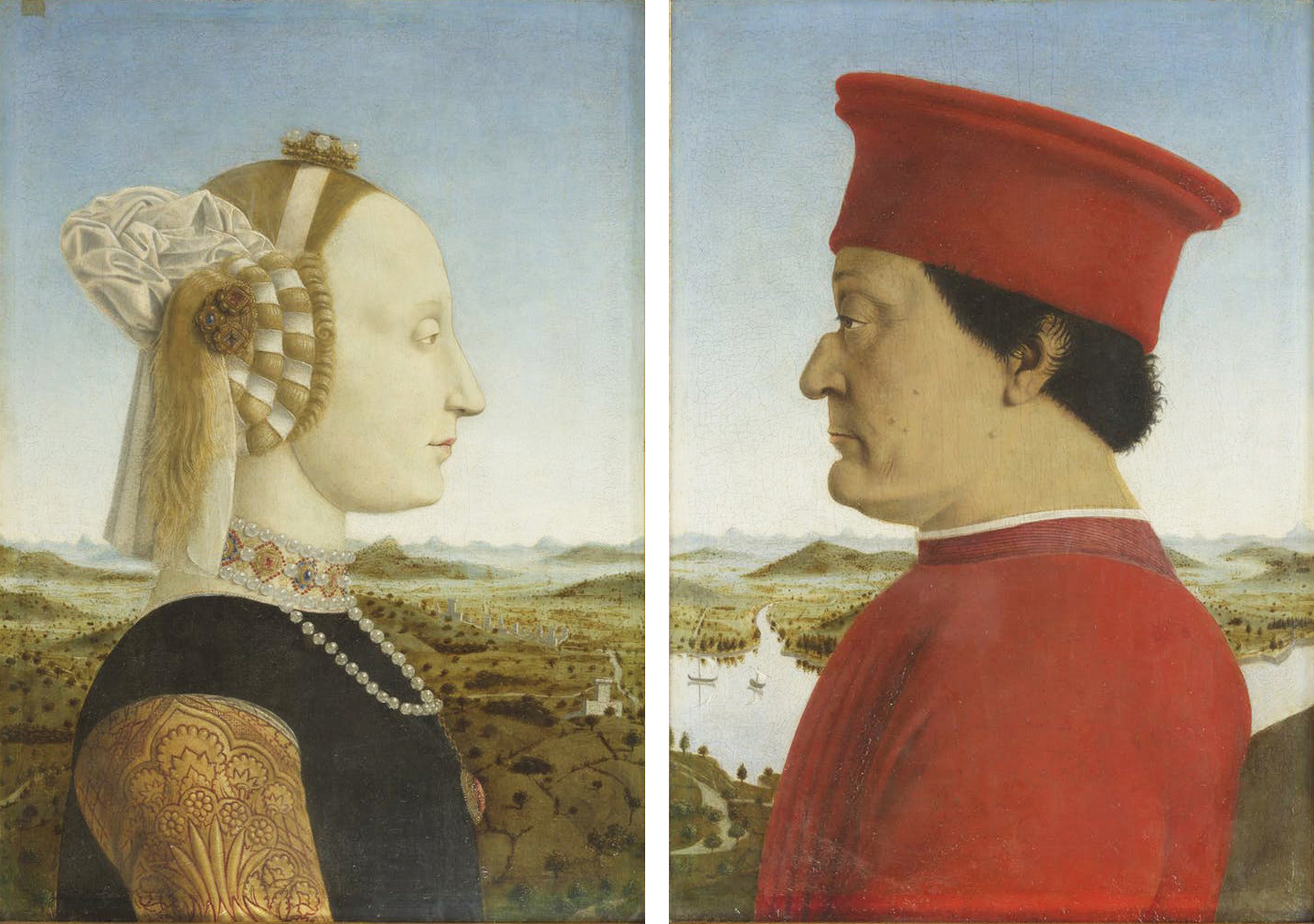
portrety Federica da Montefeltro i Battisty Sforzy, 1465/70
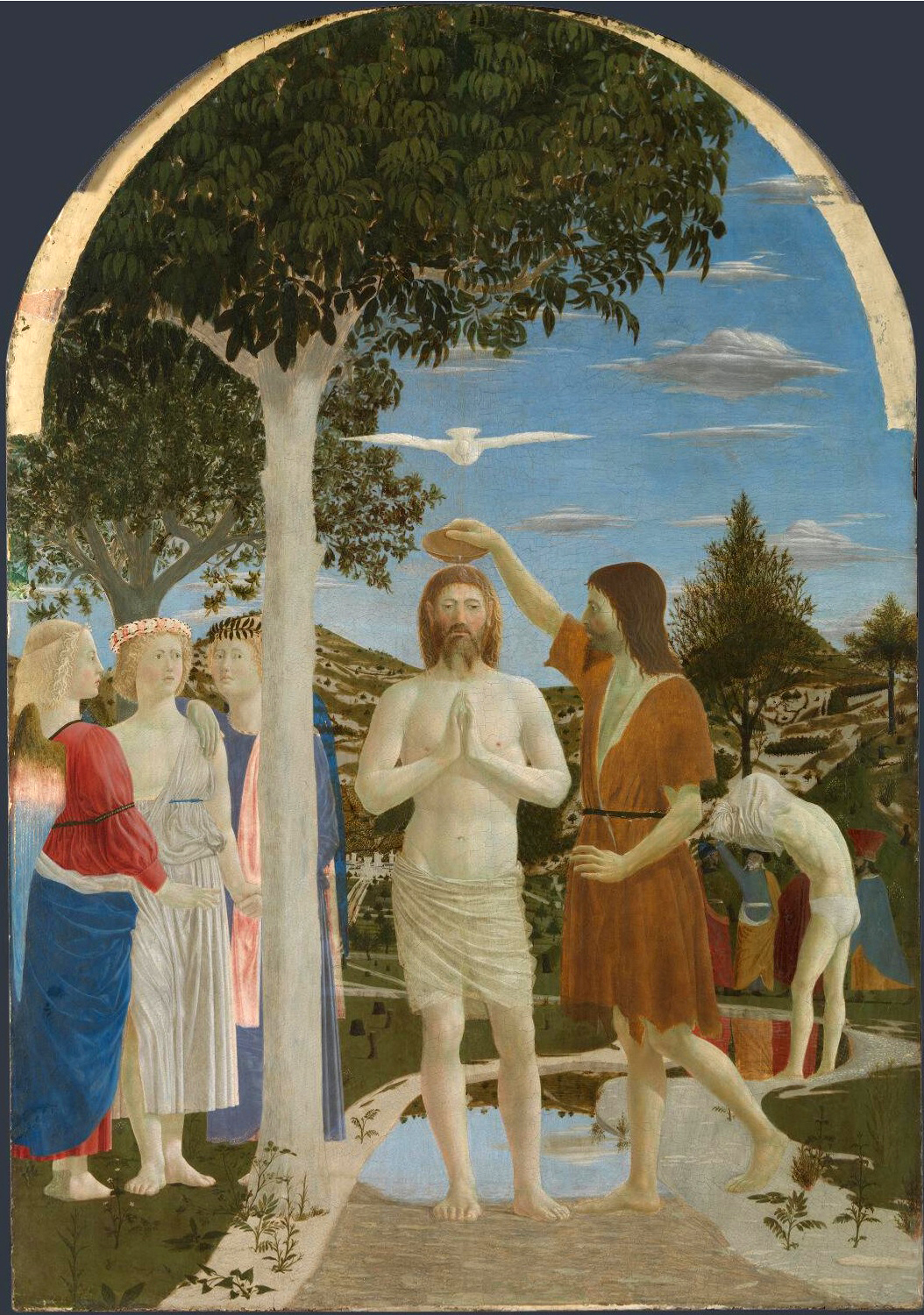
"Chrzest Chrystusa", lata 50. XV w.
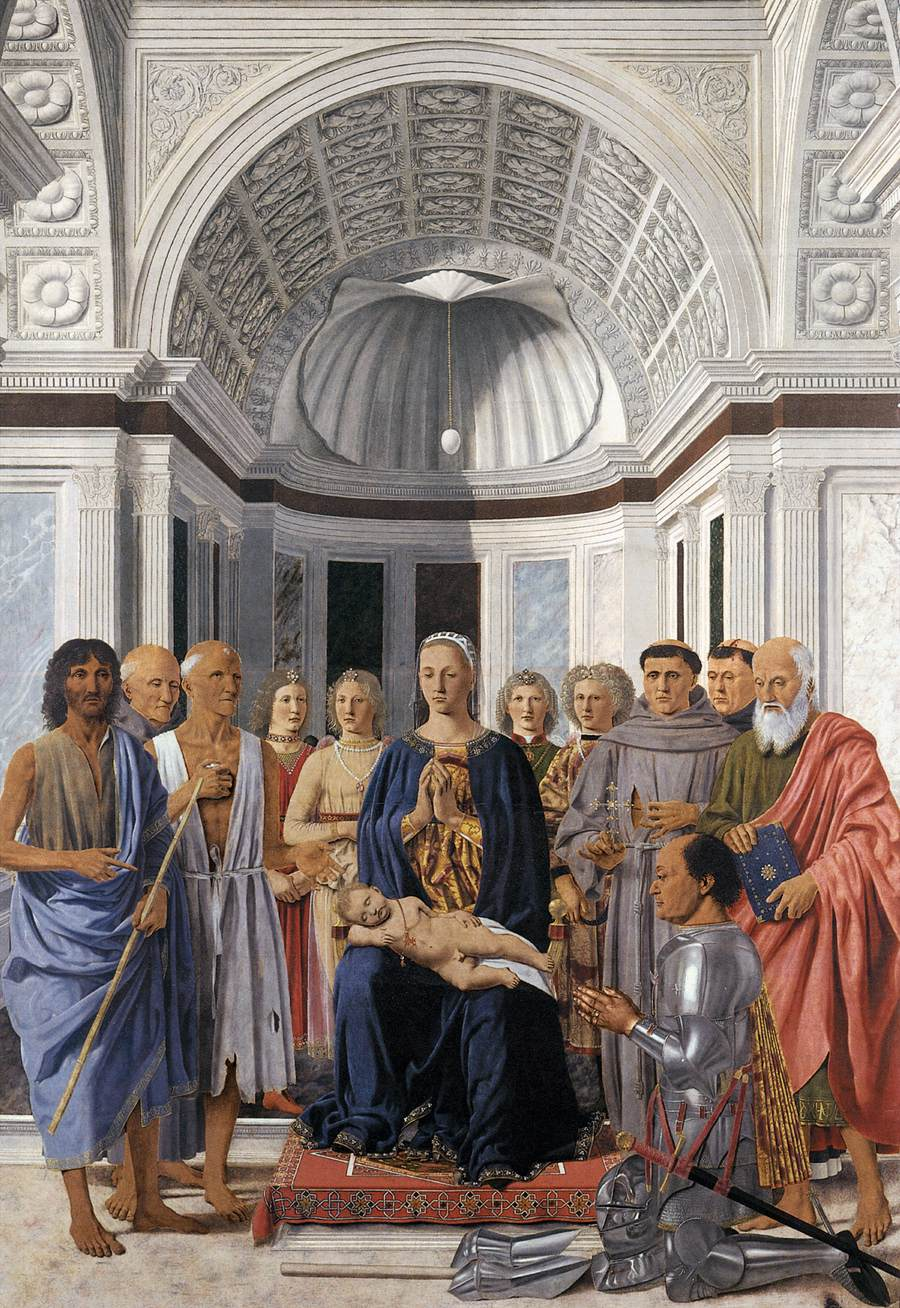
"Madonna z Dzieciątkiem w otoczeniu świętych", 1472
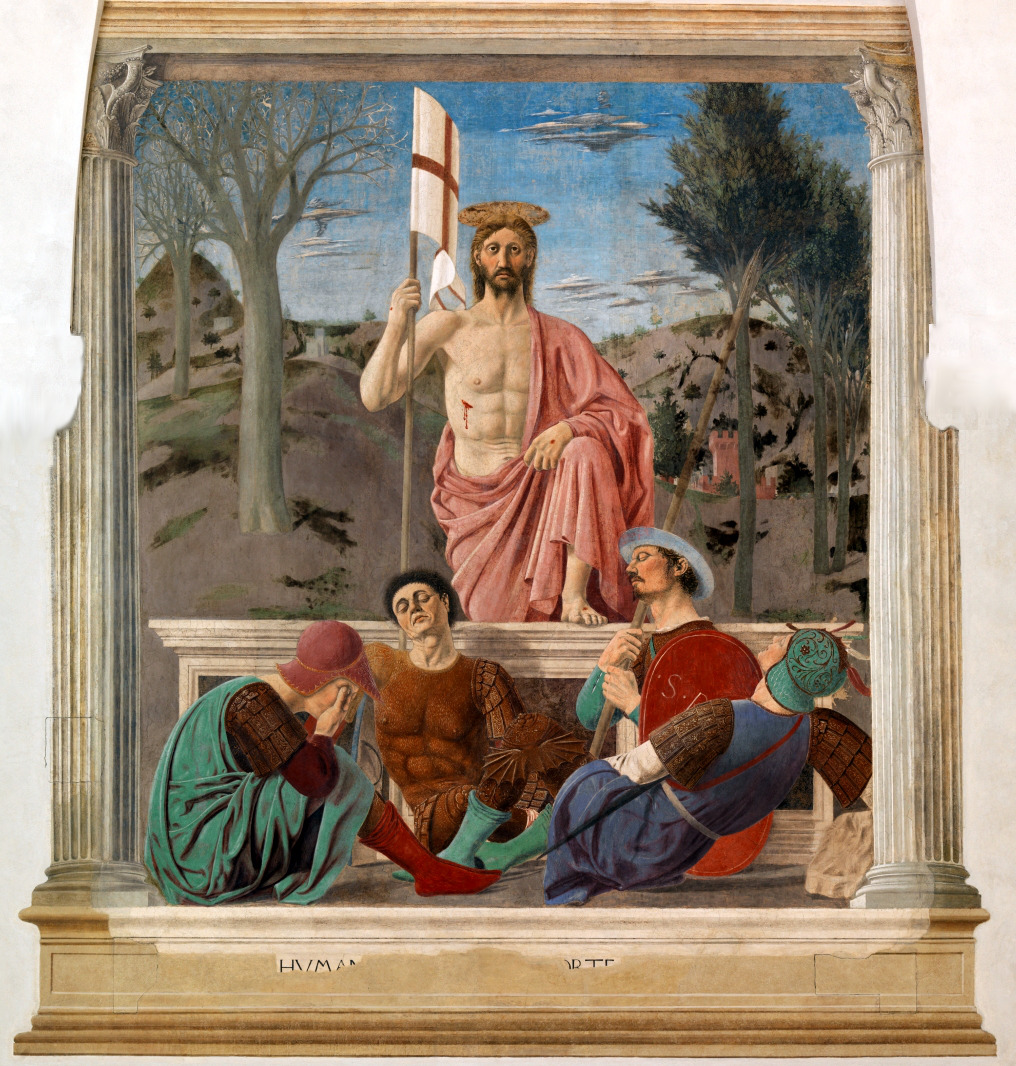
"Zmartwychwstanie", 1465

## Architektura
Przedstawiciele:

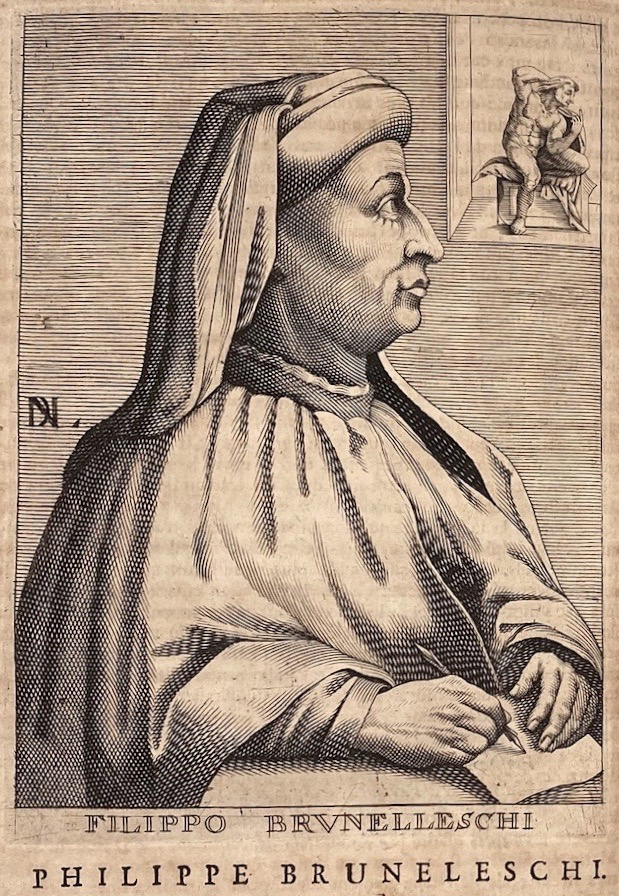
Filippo Brunelleschi
- Michelozzo di Bartolommeo
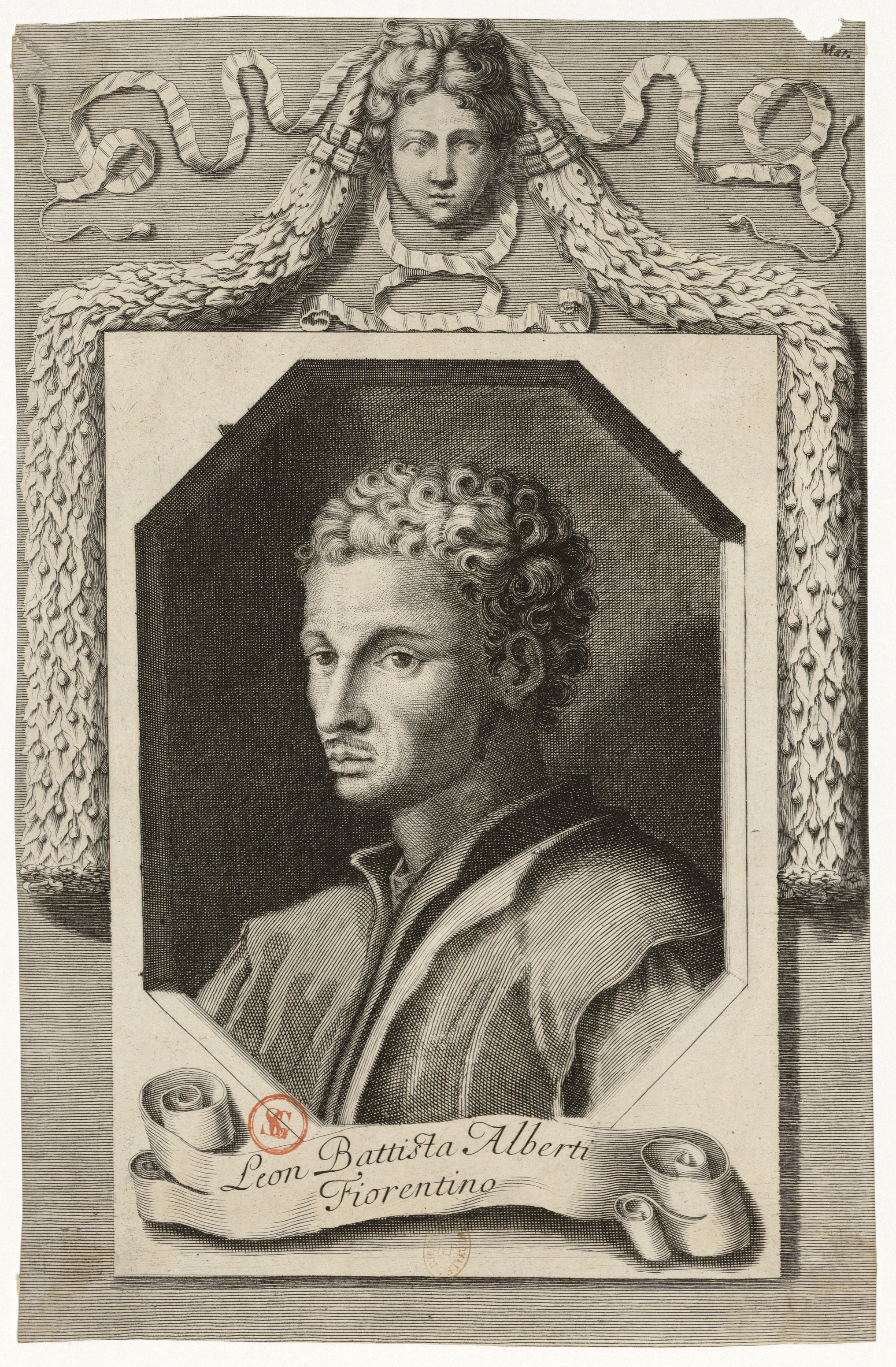
Leone Battista Alberti
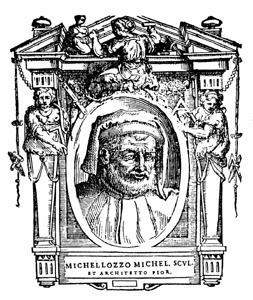
Michelozzo

- Giuliano da Maiano
- Pietro Lombardo
- Mauro Codussi

- Filippo Brunelleschi
- Leon Battista Alberti
- Michelozzo

Budownictwo świeckie (Florencja)
Kolebką architektury renesansowej była Toskania i jej główny ośrodek miejski, czyli Florencja. Wraz z politycznym, gospodarczym i kulturowym rozwojem miasta, zakres twórczości architektonicznej zwiększył się przede wszystkim w kwestii budownictwa świeckiego - to wtedy powstały najsłynniejsze obiekty reprezentujące typ pałacu miejskiego (palazzo). Rezydencje te cechuje typowo "forteczny" wygląd, elewacje z surową rustyką, a także obecność wewnętrznego krużgankowego dziedzińca. 
- Palazzo Medici-Riccardi (1444-1462, Michelozzo)
- Palazzo Rucellai we Florencji (1446–1457, Alberti)
- Palazzo Pitti (od 1458, Brunelleschi lub Alberti)
- Palazzo Strozzi (1489-1538, Benedetto da Maiano)

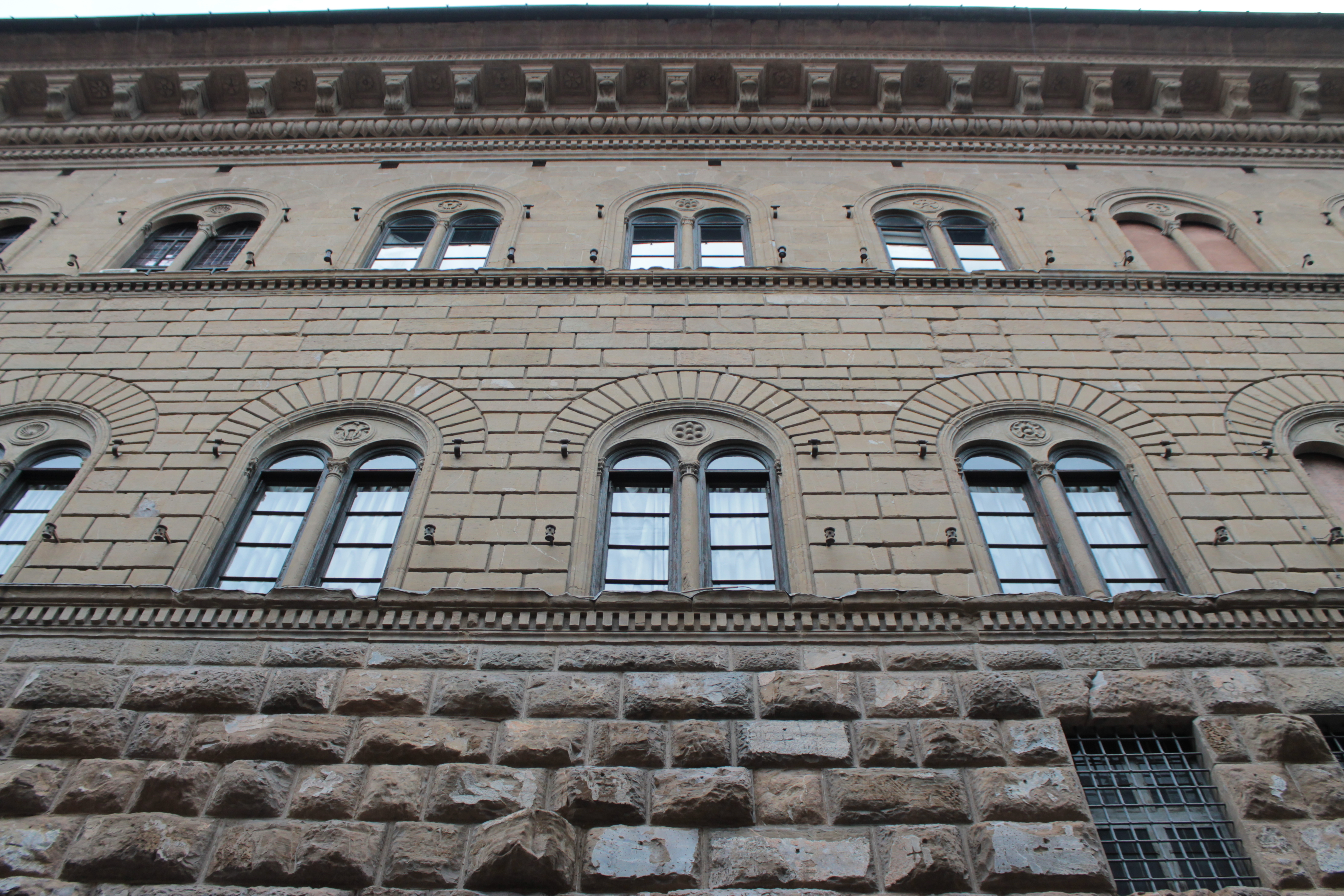
Elewacja Palazzo Medici-Riccardi
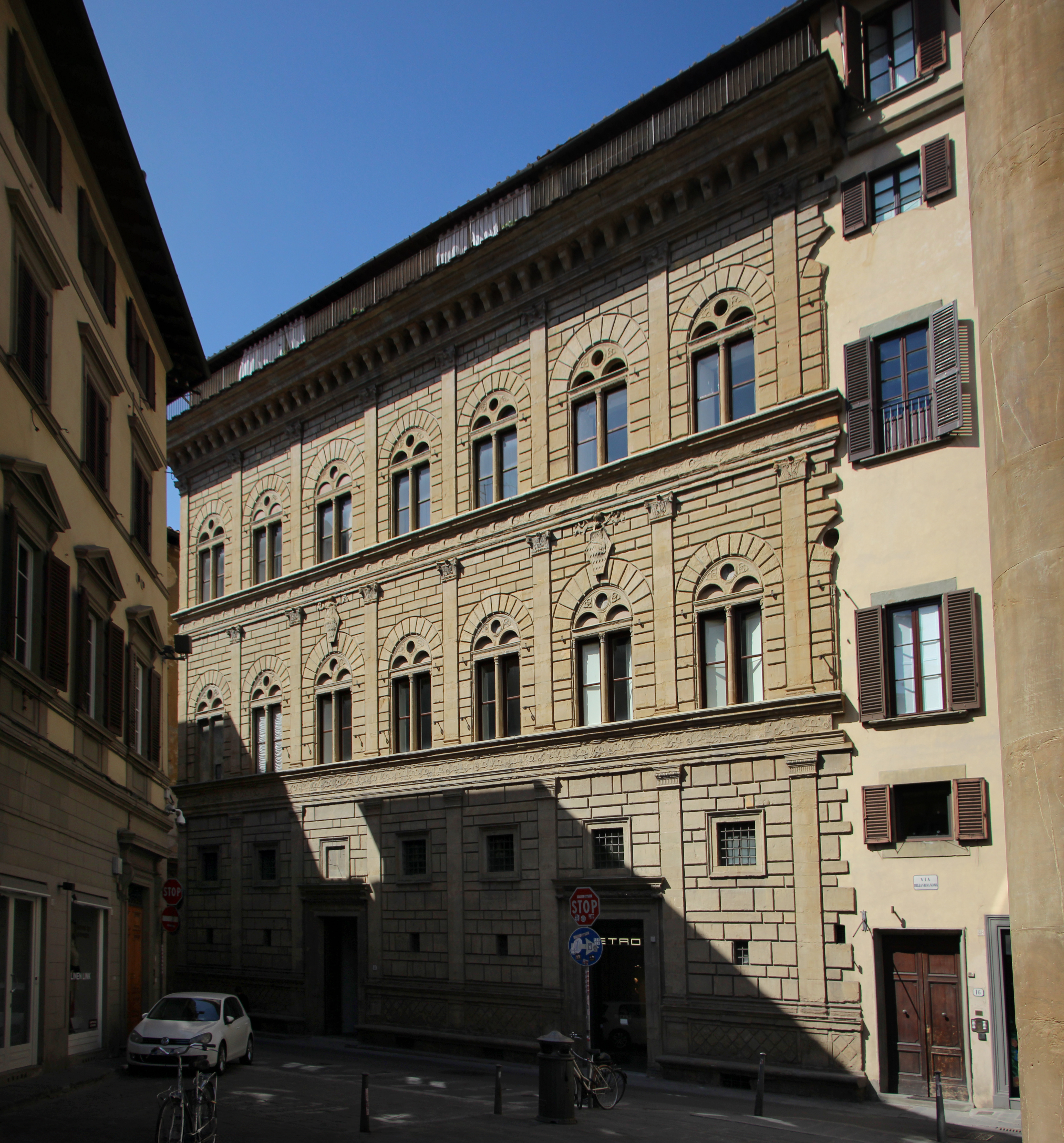
bryła Palazzo Rucellai
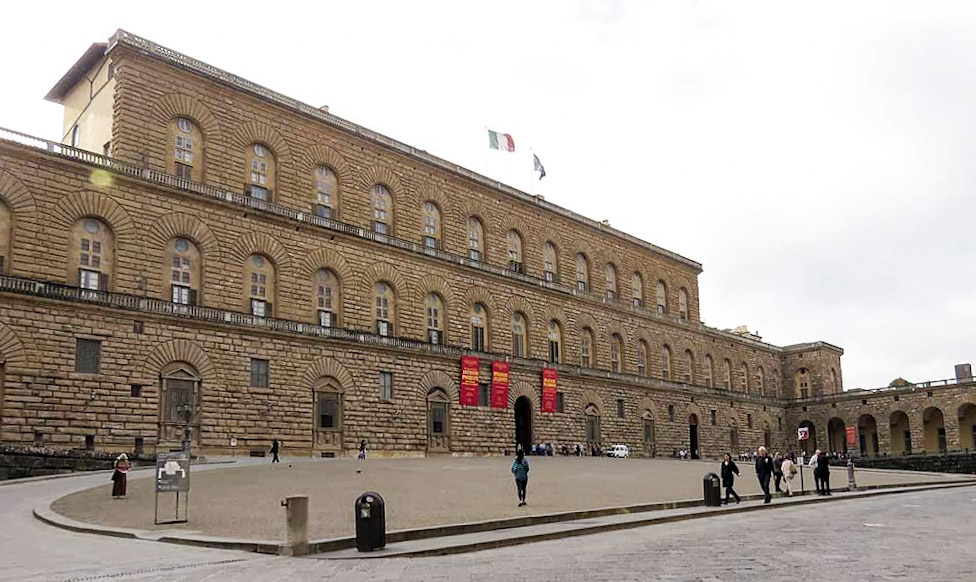
Palazzo Pitti
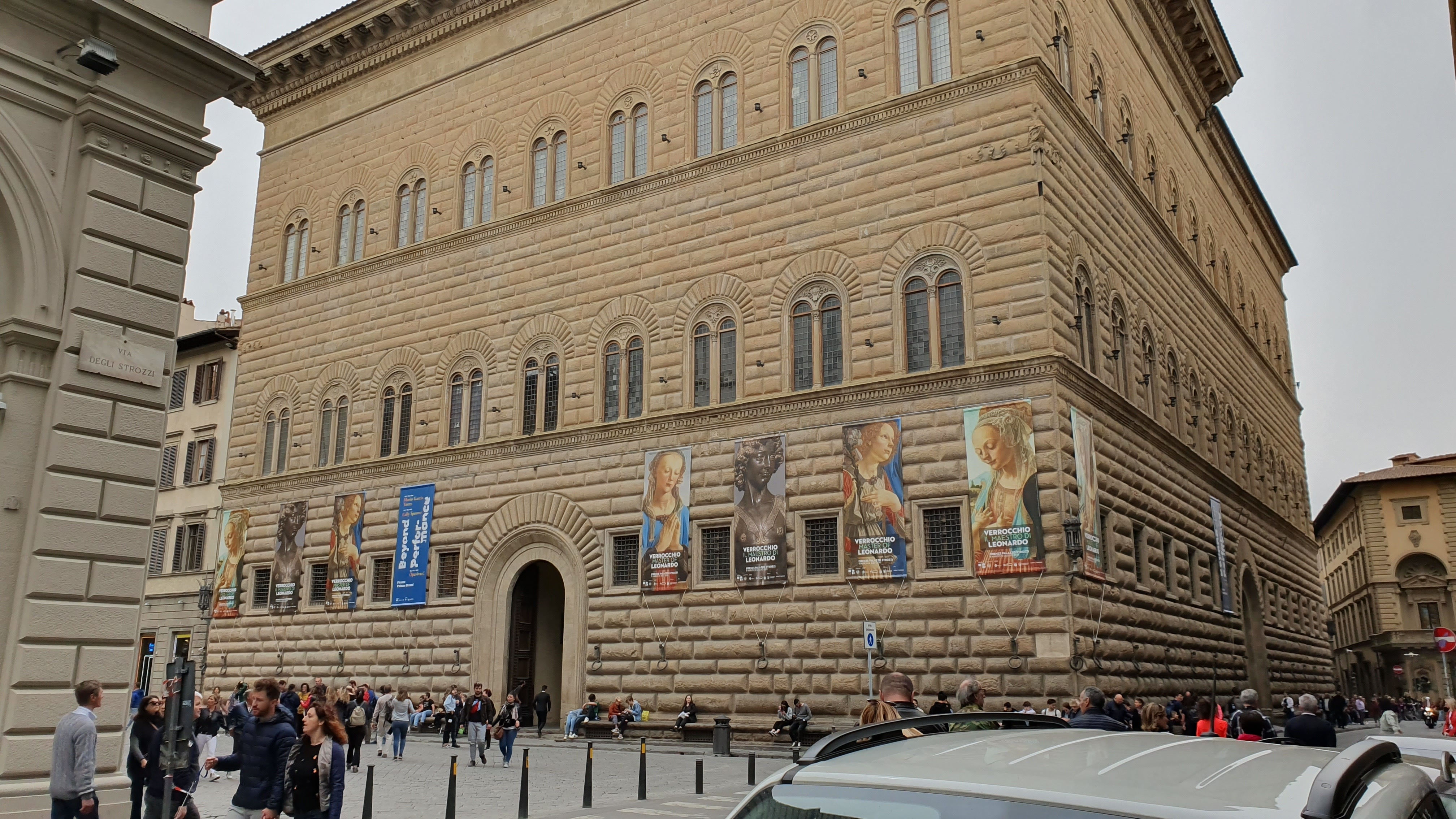
Palazzo Strozzi

Świątynie we Florencji:
- Katedra Santa Maria del Fiore, Duomo (projekt kopuły Brunelleschiego)
- Bazylika Santo Spirito (1435 do ok. 1500, Brunelleschi)
- fasada Santa Maria Novella (1456–1470, Alberti)
- kaplica Pazzich przy Santa Croce (ok. 1430, Brunelleschi)

Santa Maria del Fiore
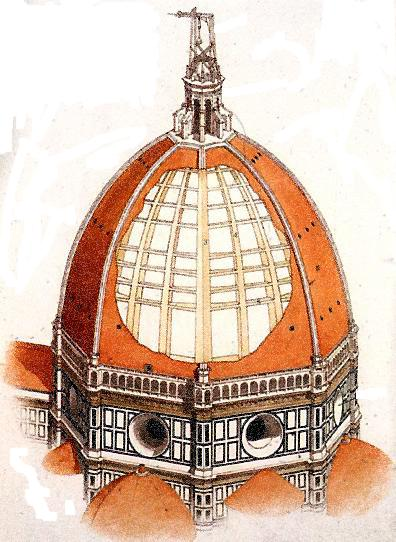
Przekrój kopuły florenckiej katedry
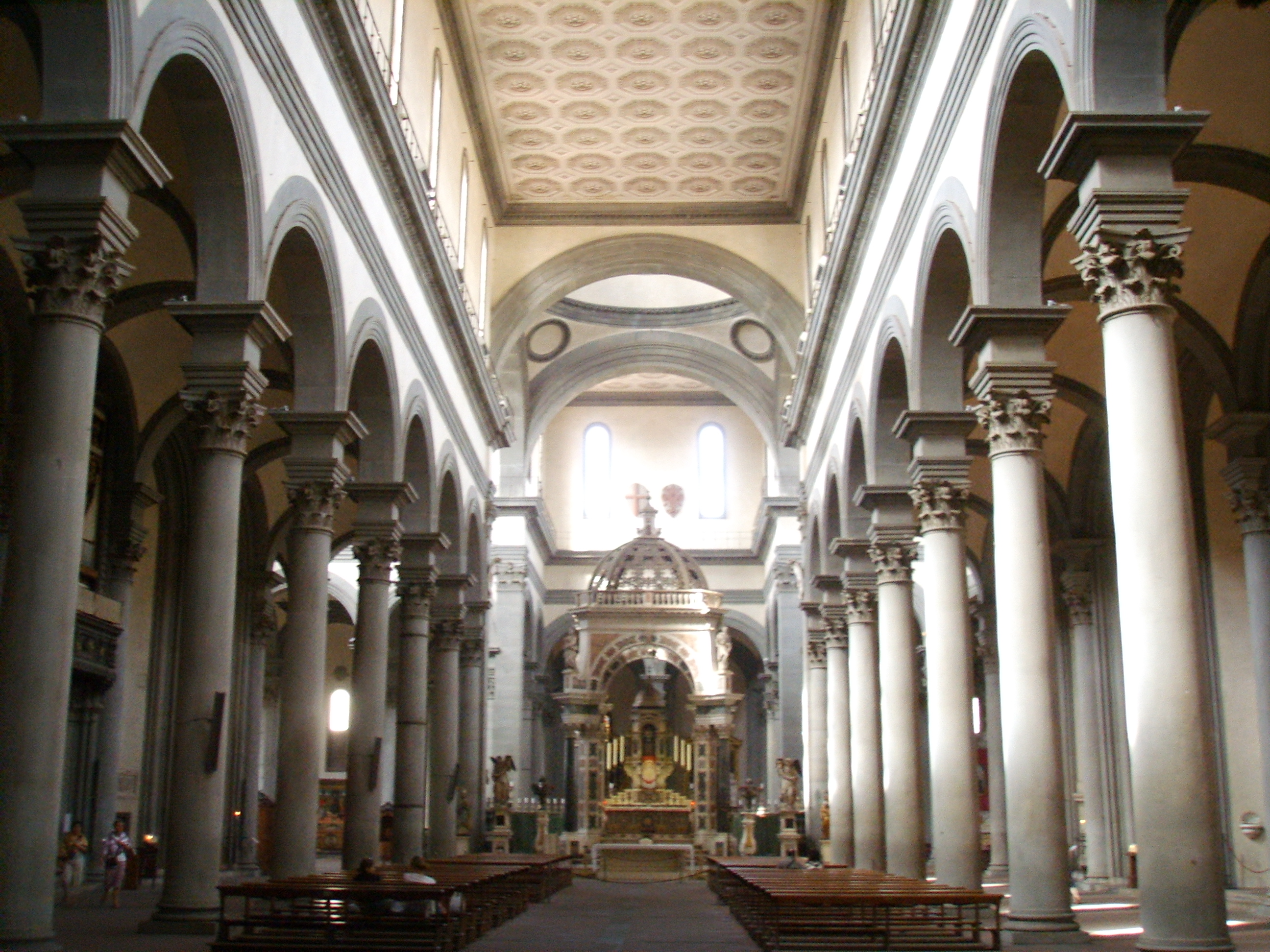
wnętrze Santo Spirito
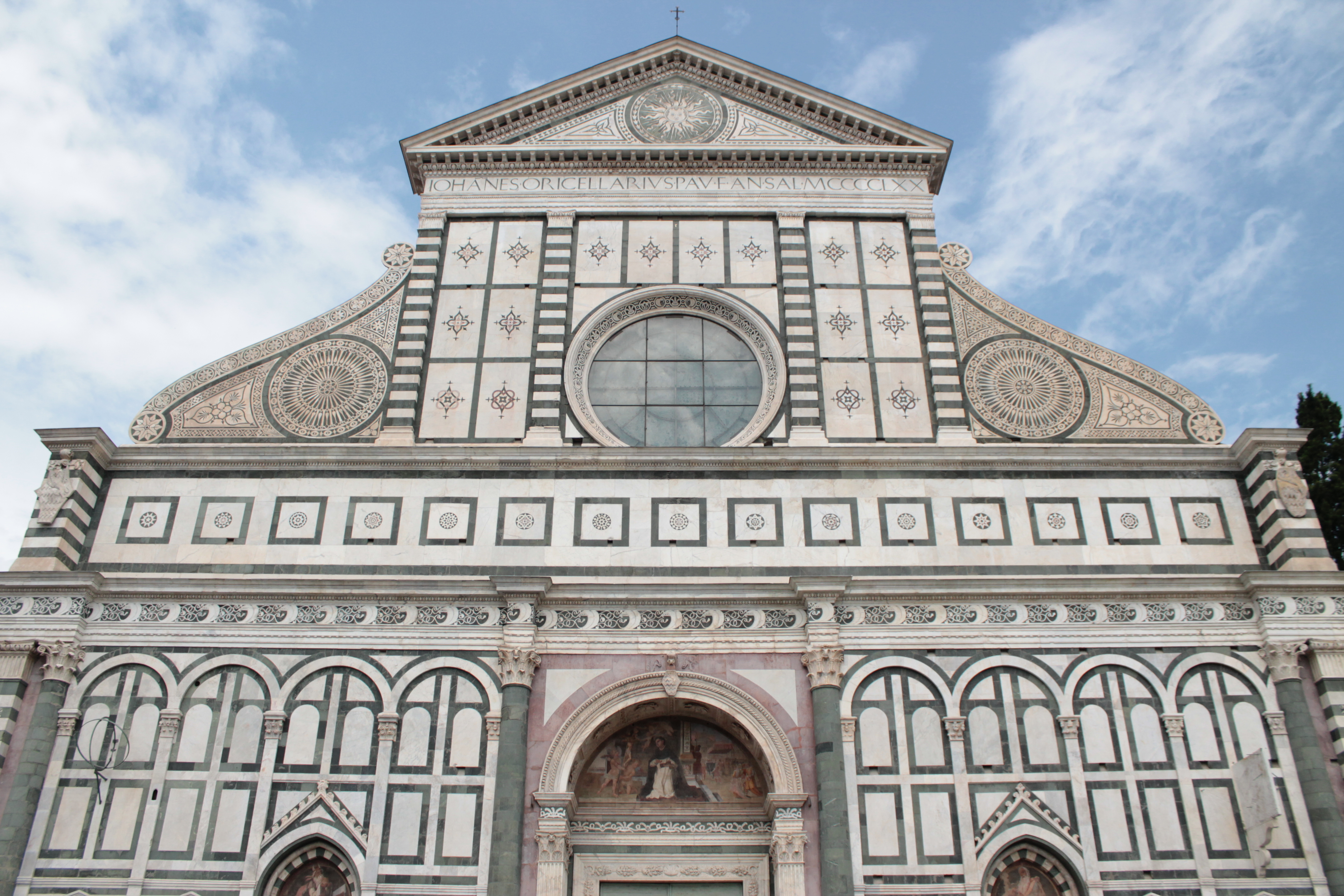
fasada Santa Maria Novella
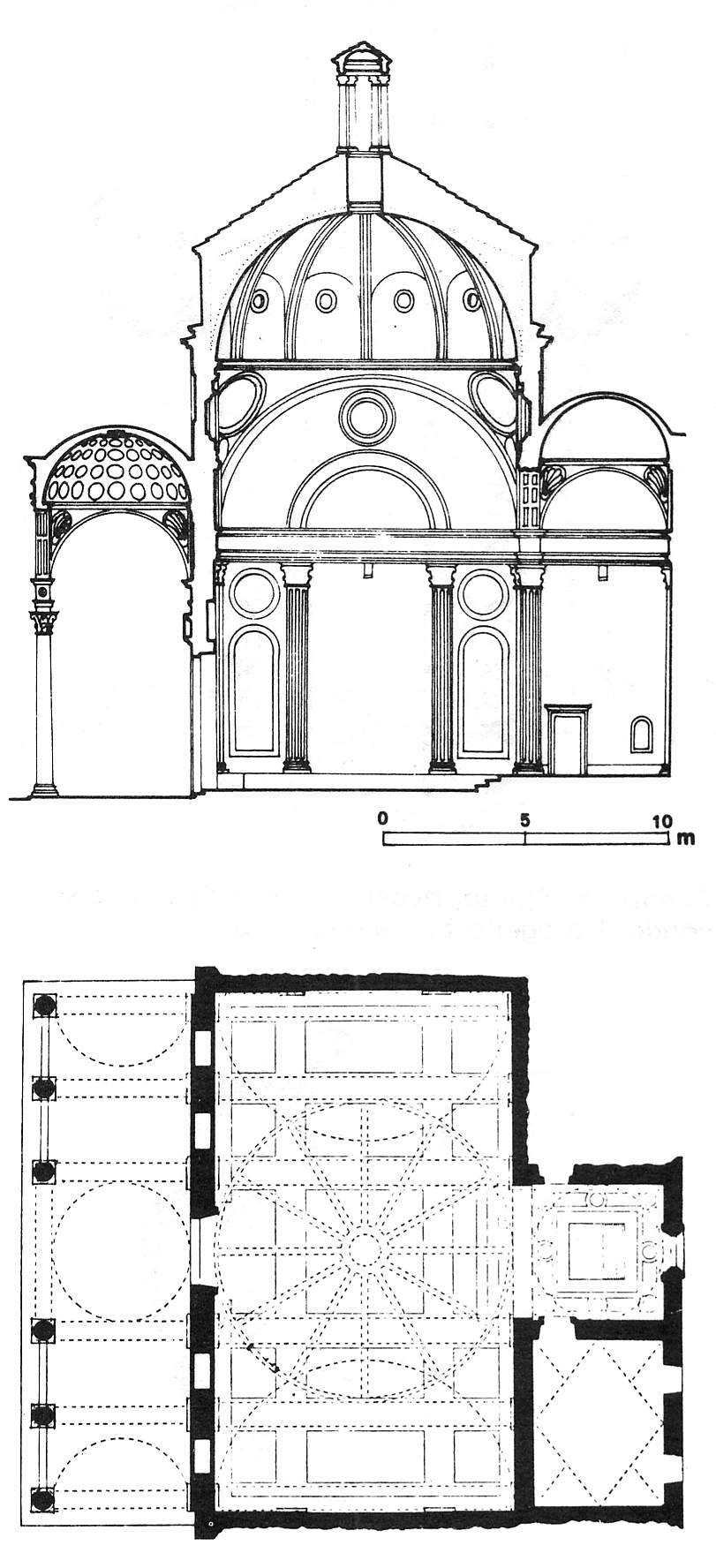
przekrój i plan kaplicy Pazzich

## Rzeźba
Początki rzeźby renesansowej zawiązane są z Florencją i konkursem w 1401 roku na drzwi do Baptysterium Jana Chrzciciela (w którym wygrał Ghiberti). 
- Jacopo della Quercia
- Donatello
- Lorenzo Ghiberti
- Luca della Robbia
- Andrea Verrocchio

Choć nie brał udziału w tym konkursie, w tym okresie tworzył też Piero del Pollaiuolo.